# 2013年
| 千纪： | 3千纪 |
| 世纪： | 20世纪 \| 21世纪 \| 22世纪                                                                                 |
| 年代： | 1980年代 \| 1990年代 \| 2000年代 \| 2010年代 \| 2020年代 \| 2030年代 \| 2040年代                           |
| 年份： | 2008年 \| 2009年 \| 2010年 \| 2011年 \| 2012年 \| 2013年 \| 2014年 \| 2015年 \| 2016年 \| 2017年 \| 2018年 |
| 纪年： | 癸巳年（蛇年）；民國一百零二年；日本平成二十五年；朝鲜主体一百零二年                                       |
| 月份： | 1月 \| 2月 \| 3月 \| 4月 \| 5月 \| 6月 \| 7月 \| 8月 \| 9月 \| 10月 \| 11月 \| 12月                        |

| 2013年1月 |    |    |    |    |    |    |
| \| 日 \| 一 \| 二 \| 三 \| 四 \| 五 \| 六 \| \| \| \| 1 \| 2 \| 3 \| 4 \| 5 \| \| 6 \| 7 \| 8 \| 9 \| 10 \| 11 \| 12 \| \| 13 \| 14 \| 15 \| 16 \| 17 \| 18 \| 19 \| \| 20 \| 21 \| 22 \| 23 \| 24 \| 25 \| 26 \| \| 27 \| 28 \| 29 \| 30 \| 31 \| \| \| \| \| \| \| \| \| \| \| |    |    |    |    |    |    |
| 日 | 一 | 二 | 三 | 四 | 五 | 六 |
| |    | 1  | 2  | 3  | 4  | 5  |
| 6 | 7  | 8  | 9  | 10 | 11 | 12 |
| 13 | 14 | 15 | 16 | 17 | 18 | 19 |
| 20 | 21 | 22 | 23 | 24 | 25 | 26 |
| 27 | 28 | 29 | 30 | 31 |    |    |
| |    |    |    |    |    |    |

| 日 | 一 | 二 | 三 | 四 | 五 | 六 |
|    |    | 1  | 2  | 3  | 4  | 5  |
| 6  | 7  | 8  | 9  | 10 | 11 | 12 |
| 13 | 14 | 15 | 16 | 17 | 18 | 19 |
| 20 | 21 | 22 | 23 | 24 | 25 | 26 |
| 27 | 28 | 29 | 30 | 31 |    |    |
|    |    |    |    |    |    |    |

| 2013年2月 |    |    |    |    |    |    |
| \| 日 \| 一 \| 二 \| 三 \| 四 \| 五 \| 六 \| \| \| \| \| \| \| 1 \| 2 \| \| 3 \| 4 \| 5 \| 6 \| 7 \| 8 \| 9 \| \| 10 \| 11 \| 12 \| 13 \| 14 \| 15 \| 16 \| \| 17 \| 18 \| 19 \| 20 \| 21 \| 22 \| 23 \| \| 24 \| 25 \| 26 \| 27 \| 28 \| \| \| \| \| \| \| \| \| \| \| |    |    |    |    |    |    |
| 日 | 一 | 二 | 三 | 四 | 五 | 六 |
| |    |    |    |    | 1  | 2  |
| 3 | 4  | 5  | 6  | 7  | 8  | 9  |
| 10 | 11 | 12 | 13 | 14 | 15 | 16 |
| 17 | 18 | 19 | 20 | 21 | 22 | 23 |
| 24 | 25 | 26 | 27 | 28 |    |    |
| |    |    |    |    |    |    |

| 日 | 一 | 二 | 三 | 四 | 五 | 六 |
|    |    |    |    |    | 1  | 2  |
| 3  | 4  | 5  | 6  | 7  | 8  | 9  |
| 10 | 11 | 12 | 13 | 14 | 15 | 16 |
| 17 | 18 | 19 | 20 | 21 | 22 | 23 |
| 24 | 25 | 26 | 27 | 28 |    |    |
|    |    |    |    |    |    |    |

| 2013年3月 |    |    |    |    |    |    |
| \| 日 \| 一 \| 二 \| 三 \| 四 \| 五 \| 六 \| \| \| \| \| \| \| 1 \| 2 \| \| 3 \| 4 \| 5 \| 6 \| 7 \| 8 \| 9 \| \| 10 \| 11 \| 12 \| 13 \| 14 \| 15 \| 16 \| \| 17 \| 18 \| 19 \| 20 \| 21 \| 22 \| 23 \| \| 24 \| 25 \| 26 \| 27 \| 28 \| 29 \| 30 \| \| 31 \| \| \| \| \| \| \| |    |    |    |    |    |    |
| 日 | 一 | 二 | 三 | 四 | 五 | 六 |
| |    |    |    |    | 1  | 2  |
| 3 | 4  | 5  | 6  | 7  | 8  | 9  |
| 10 | 11 | 12 | 13 | 14 | 15 | 16 |
| 17 | 18 | 19 | 20 | 21 | 22 | 23 |
| 24 | 25 | 26 | 27 | 28 | 29 | 30 |
| 31 |    |    |    |    |    |    |

| 日 | 一 | 二 | 三 | 四 | 五 | 六 |
|    |    |    |    |    | 1  | 2  |
| 3  | 4  | 5  | 6  | 7  | 8  | 9  |
| 10 | 11 | 12 | 13 | 14 | 15 | 16 |
| 17 | 18 | 19 | 20 | 21 | 22 | 23 |
| 24 | 25 | 26 | 27 | 28 | 29 | 30 |
| 31 |    |    |    |    |    |    |

| 2013年4月 |    |    |    |    |    |    |
| \| 日 \| 一 \| 二 \| 三 \| 四 \| 五 \| 六 \| \| \| 1 \| 2 \| 3 \| 4 \| 5 \| 6 \| \| 7 \| 8 \| 9 \| 10 \| 11 \| 12 \| 13 \| \| 14 \| 15 \| 16 \| 17 \| 18 \| 19 \| 20 \| \| 21 \| 22 \| 23 \| 24 \| 25 \| 26 \| 27 \| \| 28 \| 29 \| 30 \| \| \| \| \| \| \| \| \| \| \| \| \| |    |    |    |    |    |    |
| 日 | 一 | 二 | 三 | 四 | 五 | 六 |
| | 1  | 2  | 3  | 4  | 5  | 6  |
| 7 | 8  | 9  | 10 | 11 | 12 | 13 |
| 14 | 15 | 16 | 17 | 18 | 19 | 20 |
| 21 | 22 | 23 | 24 | 25 | 26 | 27 |
| 28 | 29 | 30 |    |    |    |    |
| |    |    |    |    |    |    |

| 日 | 一 | 二 | 三 | 四 | 五 | 六 |
|    | 1  | 2  | 3  | 4  | 5  | 6  |
| 7  | 8  | 9  | 10 | 11 | 12 | 13 |
| 14 | 15 | 16 | 17 | 18 | 19 | 20 |
| 21 | 22 | 23 | 24 | 25 | 26 | 27 |
| 28 | 29 | 30 |    |    |    |    |
|    |    |    |    |    |    |    |

| 2013年5月 |    |    |    |    |    |    |
| \| 日 \| 一 \| 二 \| 三 \| 四 \| 五 \| 六 \| \| \| \| \| 1 \| 2 \| 3 \| 4 \| \| 5 \| 6 \| 7 \| 8 \| 9 \| 10 \| 11 \| \| 12 \| 13 \| 14 \| 15 \| 16 \| 17 \| 18 \| \| 19 \| 20 \| 21 \| 22 \| 23 \| 24 \| 25 \| \| 26 \| 27 \| 28 \| 29 \| 30 \| 31 \| \| \| \| \| \| \| \| \| \| |    |    |    |    |    |    |
| 日 | 一 | 二 | 三 | 四 | 五 | 六 |
| |    |    | 1  | 2  | 3  | 4  |
| 5 | 6  | 7  | 8  | 9  | 10 | 11 |
| 12 | 13 | 14 | 15 | 16 | 17 | 18 |
| 19 | 20 | 21 | 22 | 23 | 24 | 25 |
| 26 | 27 | 28 | 29 | 30 | 31 |    |
| |    |    |    |    |    |    |

| 日 | 一 | 二 | 三 | 四 | 五 | 六 |
|    |    |    | 1  | 2  | 3  | 4  |
| 5  | 6  | 7  | 8  | 9  | 10 | 11 |
| 12 | 13 | 14 | 15 | 16 | 17 | 18 |
| 19 | 20 | 21 | 22 | 23 | 24 | 25 |
| 26 | 27 | 28 | 29 | 30 | 31 |    |
|    |    |    |    |    |    |    |

| 2013年6月 |    |    |    |    |    |    |
| \| 日 \| 一 \| 二 \| 三 \| 四 \| 五 \| 六 \| \| \| \| \| \| \| \| 1 \| \| 2 \| 3 \| 4 \| 5 \| 6 \| 7 \| 8 \| \| 9 \| 10 \| 11 \| 12 \| 13 \| 14 \| 15 \| \| 16 \| 17 \| 18 \| 19 \| 20 \| 21 \| 22 \| \| 23 \| 24 \| 25 \| 26 \| 27 \| 28 \| 29 \| \| 30 \| \| \| \| \| \| \| |    |    |    |    |    |    |
| 日 | 一 | 二 | 三 | 四 | 五 | 六 |
| |    |    |    |    |    | 1  |
| 2 | 3  | 4  | 5  | 6  | 7  | 8  |
| 9 | 10 | 11 | 12 | 13 | 14 | 15 |
| 16 | 17 | 18 | 19 | 20 | 21 | 22 |
| 23 | 24 | 25 | 26 | 27 | 28 | 29 |
| 30 |    |    |    |    |    |    |

| 日 | 一 | 二 | 三 | 四 | 五 | 六 |
|    |    |    |    |    |    | 1  |
| 2  | 3  | 4  | 5  | 6  | 7  | 8  |
| 9  | 10 | 11 | 12 | 13 | 14 | 15 |
| 16 | 17 | 18 | 19 | 20 | 21 | 22 |
| 23 | 24 | 25 | 26 | 27 | 28 | 29 |
| 30 |    |    |    |    |    |    |

| 2013年7月 |    |    |    |    |    |    |
| \| 日 \| 一 \| 二 \| 三 \| 四 \| 五 \| 六 \| \| \| 1 \| 2 \| 3 \| 4 \| 5 \| 6 \| \| 7 \| 8 \| 9 \| 10 \| 11 \| 12 \| 13 \| \| 14 \| 15 \| 16 \| 17 \| 18 \| 19 \| 20 \| \| 21 \| 22 \| 23 \| 24 \| 25 \| 26 \| 27 \| \| 28 \| 29 \| 30 \| 31 \| \| \| \| \| \| \| \| \| \| \| \| |    |    |    |    |    |    |
| 日 | 一 | 二 | 三 | 四 | 五 | 六 |
| | 1  | 2  | 3  | 4  | 5  | 6  |
| 7 | 8  | 9  | 10 | 11 | 12 | 13 |
| 14 | 15 | 16 | 17 | 18 | 19 | 20 |
| 21 | 22 | 23 | 24 | 25 | 26 | 27 |
| 28 | 29 | 30 | 31 |    |    |    |
| |    |    |    |    |    |    |

| 日 | 一 | 二 | 三 | 四 | 五 | 六 |
|    | 1  | 2  | 3  | 4  | 5  | 6  |
| 7  | 8  | 9  | 10 | 11 | 12 | 13 |
| 14 | 15 | 16 | 17 | 18 | 19 | 20 |
| 21 | 22 | 23 | 24 | 25 | 26 | 27 |
| 28 | 29 | 30 | 31 |    |    |    |
|    |    |    |    |    |    |    |

| 2013年8月 |    |    |    |    |    |    |
| \| 日 \| 一 \| 二 \| 三 \| 四 \| 五 \| 六 \| \| \| \| \| \| 1 \| 2 \| 3 \| \| 4 \| 5 \| 6 \| 7 \| 8 \| 9 \| 10 \| \| 11 \| 12 \| 13 \| 14 \| 15 \| 16 \| 17 \| \| 18 \| 19 \| 20 \| 21 \| 22 \| 23 \| 24 \| \| 25 \| 26 \| 27 \| 28 \| 29 \| 30 \| 31 \| \| \| \| \| \| \| \| \| |    |    |    |    |    |    |
| 日 | 一 | 二 | 三 | 四 | 五 | 六 |
| |    |    |    | 1  | 2  | 3  |
| 4 | 5  | 6  | 7  | 8  | 9  | 10 |
| 11 | 12 | 13 | 14 | 15 | 16 | 17 |
| 18 | 19 | 20 | 21 | 22 | 23 | 24 |
| 25 | 26 | 27 | 28 | 29 | 30 | 31 |
| |    |    |    |    |    |    |

| 日 | 一 | 二 | 三 | 四 | 五 | 六 |
|    |    |    |    | 1  | 2  | 3  |
| 4  | 5  | 6  | 7  | 8  | 9  | 10 |
| 11 | 12 | 13 | 14 | 15 | 16 | 17 |
| 18 | 19 | 20 | 21 | 22 | 23 | 24 |
| 25 | 26 | 27 | 28 | 29 | 30 | 31 |
|    |    |    |    |    |    |    |

| 2013年9月 |    |    |    |    |    |    |
| \| 日 \| 一 \| 二 \| 三 \| 四 \| 五 \| 六 \| \| 1 \| 2 \| 3 \| 4 \| 5 \| 6 \| 7 \| \| 8 \| 9 \| 10 \| 11 \| 12 \| 13 \| 14 \| \| 15 \| 16 \| 17 \| 18 \| 19 \| 20 \| 21 \| \| 22 \| 23 \| 24 \| 25 \| 26 \| 27 \| 28 \| \| 29 \| 30 \| \| \| \| \| \| \| \| \| \| \| \| \| \| |    |    |    |    |    |    |
| 日 | 一 | 二 | 三 | 四 | 五 | 六 |
| 1 | 2  | 3  | 4  | 5  | 6  | 7  |
| 8 | 9  | 10 | 11 | 12 | 13 | 14 |
| 15 | 16 | 17 | 18 | 19 | 20 | 21 |
| 22 | 23 | 24 | 25 | 26 | 27 | 28 |
| 29 | 30 |    |    |    |    |    |
| |    |    |    |    |    |    |

| 日 | 一 | 二 | 三 | 四 | 五 | 六 |
| 1  | 2  | 3  | 4  | 5  | 6  | 7  |
| 8  | 9  | 10 | 11 | 12 | 13 | 14 |
| 15 | 16 | 17 | 18 | 19 | 20 | 21 |
| 22 | 23 | 24 | 25 | 26 | 27 | 28 |
| 29 | 30 |    |    |    |    |    |
|    |    |    |    |    |    |    |

| 2013年10月 |    |    |    |    |    |    |
| \| 日 \| 一 \| 二 \| 三 \| 四 \| 五 \| 六 \| \| \| \| 1 \| 2 \| 3 \| 4 \| 5 \| \| 6 \| 7 \| 8 \| 9 \| 10 \| 11 \| 12 \| \| 13 \| 14 \| 15 \| 16 \| 17 \| 18 \| 19 \| \| 20 \| 21 \| 22 \| 23 \| 24 \| 25 \| 26 \| \| 27 \| 28 \| 29 \| 30 \| 31 \| \| \| \| \| \| \| \| \| \| \| |    |    |    |    |    |    |
| 日 | 一 | 二 | 三 | 四 | 五 | 六 |
| |    | 1  | 2  | 3  | 4  | 5  |
| 6 | 7  | 8  | 9  | 10 | 11 | 12 |
| 13 | 14 | 15 | 16 | 17 | 18 | 19 |
| 20 | 21 | 22 | 23 | 24 | 25 | 26 |
| 27 | 28 | 29 | 30 | 31 |    |    |
| |    |    |    |    |    |    |

| 日 | 一 | 二 | 三 | 四 | 五 | 六 |
|    |    | 1  | 2  | 3  | 4  | 5  |
| 6  | 7  | 8  | 9  | 10 | 11 | 12 |
| 13 | 14 | 15 | 16 | 17 | 18 | 19 |
| 20 | 21 | 22 | 23 | 24 | 25 | 26 |
| 27 | 28 | 29 | 30 | 31 |    |    |
|    |    |    |    |    |    |    |

| 2013年11月 |    |    |    |    |    |    |
| \| 日 \| 一 \| 二 \| 三 \| 四 \| 五 \| 六 \| \| \| \| \| \| \| 1 \| 2 \| \| 3 \| 4 \| 5 \| 6 \| 7 \| 8 \| 9 \| \| 10 \| 11 \| 12 \| 13 \| 14 \| 15 \| 16 \| \| 17 \| 18 \| 19 \| 20 \| 21 \| 22 \| 23 \| \| 24 \| 25 \| 26 \| 27 \| 28 \| 29 \| 30 \| \| \| \| \| \| \| \| \| |    |    |    |    |    |    |
| 日 | 一 | 二 | 三 | 四 | 五 | 六 |
| |    |    |    |    | 1  | 2  |
| 3 | 4  | 5  | 6  | 7  | 8  | 9  |
| 10 | 11 | 12 | 13 | 14 | 15 | 16 |
| 17 | 18 | 19 | 20 | 21 | 22 | 23 |
| 24 | 25 | 26 | 27 | 28 | 29 | 30 |
| |    |    |    |    |    |    |

| 日 | 一 | 二 | 三 | 四 | 五 | 六 |
|    |    |    |    |    | 1  | 2  |
| 3  | 4  | 5  | 6  | 7  | 8  | 9  |
| 10 | 11 | 12 | 13 | 14 | 15 | 16 |
| 17 | 18 | 19 | 20 | 21 | 22 | 23 |
| 24 | 25 | 26 | 27 | 28 | 29 | 30 |
|    |    |    |    |    |    |    |

| 2013年12月 |    |    |    |    |    |    |
| \| 日 \| 一 \| 二 \| 三 \| 四 \| 五 \| 六 \| \| 1 \| 2 \| 3 \| 4 \| 5 \| 6 \| 7 \| \| 8 \| 9 \| 10 \| 11 \| 12 \| 13 \| 14 \| \| 15 \| 16 \| 17 \| 18 \| 19 \| 20 \| 21 \| \| 22 \| 23 \| 24 \| 25 \| 26 \| 27 \| 28 \| \| 29 \| 30 \| 31 \| \| \| \| \| \| \| \| \| \| \| \| \| |    |    |    |    |    |    |
| 日 | 一 | 二 | 三 | 四 | 五 | 六 |
| 1 | 2  | 3  | 4  | 5  | 6  | 7  |
| 8 | 9  | 10 | 11 | 12 | 13 | 14 |
| 15 | 16 | 17 | 18 | 19 | 20 | 21 |
| 22 | 23 | 24 | 25 | 26 | 27 | 28 |
| 29 | 30 | 31 |    |    |    |    |
| |    |    |    |    |    |    |

| 日 | 一 | 二 | 三 | 四 | 五 | 六 |
| 1  | 2  | 3  | 4  | 5  | 6  | 7  |
| 8  | 9  | 10 | 11 | 12 | 13 | 14 |
| 15 | 16 | 17 | 18 | 19 | 20 | 21 |
| 22 | 23 | 24 | 25 | 26 | 27 | 28 |
| 29 | 30 | 31 |    |    |    |    |
|    |    |    |    |    |    |    |

2013年是一個平年，第一天是星期二。

## 大事記

### 重要热点
- 阿拉伯之春、阿拉伯之冬

1. 叙利亚内战 2011年－至今（2022年）、2013年叙利亚化学武器袭击事件
2. 2013年埃及政变、2013年埃及政变事后动荡
3. 伊拉克内战 2011年－2017年
4. 因阿迈纳斯人质事件

- 爱德华·斯诺登披露棱镜计划
- 2013年马来西亚大选
- 颱風海燕 (2013年)
- 2013年朝鲜核试验
- 2013年芦山地震
- 甲型H7N9流感病毒
- 2013年孟加拉国萨瓦区大楼倒塌事故
- 2013年车里雅宾斯克小行星撞击事件
- 2013年1月巴基斯坦连环爆炸事件
- 圣玛利亚城夜总会火灾

### 详细经过
2013年：1月 - 2月 - 3月 - 4月 - 5月 - 6月 - 7月 - 8月 - 9月 - 10月 - 11月 - 12月
2013年香港：1月 - 2月 - 3月 - 4月 - 5月 - 6月 - 7月 - 8月 - 9月 - 10月 - 11月 - 12月
2013年臺灣：1月 - 2月 - 3月 - 4月 - 5月 - 6月 - 7月 - 8月 - 9月 - 10月 - 11月 - 12月
2013年英國：1月 - 2月 - 3月 - 4月 - 5月 - 6月 - 7月 - 8月 - 9月 - 10月 - 11月 - 12月
2013年美國：1月 - 2月 - 3月 - 4月 - 5月 - 6月 - 7月 - 8月 - 9月 - 10月 - 11月 - 12月
2013年澳門：1月 - 2月 - 3月 - 4月 - 5月 - 6月 - 7月 - 8月 - 9月 - 10月 - 11月 - 12月
2013年中國大陸：1月 - 2月 - 3月 - 4月 - 5月 - 6月 - 7月 - 8月 - 9月 - 10月 - 11月 - 12月
2013年日本：1月 - 2月 - 3月 - 4月 - 5月 - 6月 - 7月 - 8月 - 9月 - 10月 - 11月 - 12月

#### 1月
- 1月1日——美國知名的傳統流行音樂女歌手帕蒂·佩奇（Patti Page）逝世。
- 1月2日——美國總統奧巴馬在聯邦參眾兩院通過NDRRMC參議院版本預算法案後簽署生效，使美國暫時從財政懸崖中擺脫經濟衰退。
- 1月3日——強烈熱帶風暴清松橫過菲律賓南部，導致2死12傷[1]。
- 1月4日——德國慕尼黑大學物理學者製成溫度低於絕對零度的原子氣體。這技術可以用來研製負K溫度材料、發展量子元件、建模暗能量。
- 1月4日——《南方周末》新年特刊被中共广东省委宣传部干預編輯自由，新年獻詞被原新华社副社长庹震篡改。卷首的“中国梦·宪政梦”的“之难”改成了“比任何时候都更接近梦想”。南方周末記者及後發布相關消息，隨後南周編輯部南方大院外聚集大批聲援人士，手持菊花或標語表達抗議、要求言論自由及中國憲政民主。[2][3][4][5][6][7]
- 1月4日——瑞士最古老的銀行韋格林銀行因協助客戶逃稅被美國紐約州法庭起訴。韋格林銀行認罪，法院裁定韋格林銀行罪名成立並判處5780萬美元罰款。該銀行在案件宣判後宣布結業。[8][9]
- 1月7日——哈佛－史密松天體物理中心科學家估計，在銀河系內，類似地球尺寸大小的行星最少有170億顆。
- 1月10日——巴基斯坦西南部省份俾路支省首府奎达及西北边省明戈拉镇的4起连环爆炸事件，造成125人死亡，270人受伤。

- 1月11日——英國中央蘭開夏大學天文學者宣佈發現超大類星體群（Large quasar group），這是宇宙最大已知結構，是由73顆類星體組成，最窄直徑為14億光年，最寬尺寸為40億光年。這結構的存在似乎違背了宇宙論原則。
- 1月13日——和《悲惨世界》分别获得第70届金球奖最佳剧情片、最佳音乐/喜剧片。
- 1月14日——第七屆環法自行車賽冠軍的美國自行車選手藍斯·阿姆斯壯，在接受美國電視脫口秀主持人歐普拉·溫芙蕾訪談時，首次承認自己確實在賽事中服用非法違禁藥物。
- 1月16日——非洲阿爾及利亞伊利濟省因阿邁納斯鎮發生人質劫持事件，造成人質38死7傷，另有29名恐怖份子身亡。
- 1月17日——日本阪神大地震18周年。
- 1月19日——美國國家航空暨太空總署的好奇號火星探測車在火星發現鈣沉積物，這些物質與在地球上由於水流動於細縫與石頭裂縫間遺留下來的鈣沉積物類似。
- 1月21日——第57屆美国总统就职典礼，成功连任的总统奥巴马再次宣誓就职，开始第二任期。
- 1月26日——左派候選人、前捷克总理米洛什·泽曼在捷克举行的首次总统直选中获胜，当选为新一任捷克总统。
- 1月27日——中國第二次陸基中段反導攔截試驗成功。
- 1月27日——巴西南部的圣玛利亚一家夜總會發生大火，釀成242死168傷。

- 1月28日——在位三十年的荷蘭女王碧翠斯宣佈將於2013年4月30日退位，傳位於兒子威廉-亞歷山大。
- 1月30日——南韓羅老運載火箭酬載STSAT-2C衛星2013-003A（页面存档备份，存于）首次發射成功。
- 1月31日——溫哥華港裔女子藍可兒在洛杉磯市區失蹤。

#### 2月
- 2月6日——索羅門群島發生黎克特制8級大地震，震源深度28.7公里，觸發1.5公尺高海嘯，釀成13死5失蹤。
- 2月9日——哥倫比亞西南部納里尼奧省自治市帕斯托發生黎克特制6.9級地震，37人受傷。郭誠朗出生，目標成為港鐵主席。
- 2月11日——大型強子對撞機暫時關閉，進行維修與升級工作。現暫定目標於2014年12月再度開啟運轉。屆時將能以14TeV的初始設計能量進行對撞實驗。
- 2月12日——科學部門在北方地下核子試驗場進行第3次核試驗，遭到國際社會及聯合國譴責。
- 2月14日——美国航空和全美航空宣布合并组建成新的美国航空公司，它将成为全球最大的航空公司。
- 2月14日至2月18日——第1屆台北國際動漫節在台北展演二館舉行。
- 2月15日——俄羅斯烏拉爾聯邦管區車里雅賓斯克市被隕石雨擊中，釀成1,491人受傷。
- 2月18日——熱帶風暴珊珊影響菲律賓南部，在當地造成4死2失蹤4傷[10]。
- 2月19日——神秘失蹤的加拿大华裔女子蓝可儿的尸体被发现于洛杉矶塞西尔酒店的楼顶水箱。
- 2月21日——中國環保部在《化學品環境風險防控十二五規劃》指出部份地區因化學污染嚴重而出現「癌症村」。
- 2月24日——2013年台灣燈會在新竹縣竹北市高鐵新竹站特定區舉行。3月10日結束，共15天。
- 2月24日——在第85屆奧斯卡金像獎中，李安的奪下最佳攝影、最佳視覺效果、最佳原創配樂等三項獎項；李安本人亦以該片奪下最佳導演獎。
- 2月24日至2月25日——2013年意大利國會選舉，出現懸峙國會，長達兩個月的政治危機，最終民主黨組成聯合政府。
- 2月25日——大韓民國首位女總統朴槿惠宣誓就職，正式展開五年任期。
- 2月26日——埃及旅遊勝地樂蜀發生熱氣球爆炸事件，造成19死2傷，包括9名香港乘客、4名日本乘客、3名英国乘客（包括一名匈牙利籍英国居民）、两名法国乘客和一名埃及乘客死亡。这起事故被认为是有史以来最嚴重的觀光热气球事故。

- 2月28日——在位8年的教宗本篤十六世退位，是六百年首位退位的教宗。

#### 3月
- 3月1日——美國總統歐巴馬簽署命令，啟動美國聯邦政府自動減支機制（英语：2013 Sequestration），預計在今年內削減850億美元開支。
- 3月5日——在位14年，剛連任的委內瑞拉總統烏戈·查維茲於2013年3月5日當地時間下午4時25分去世，享年58歲。

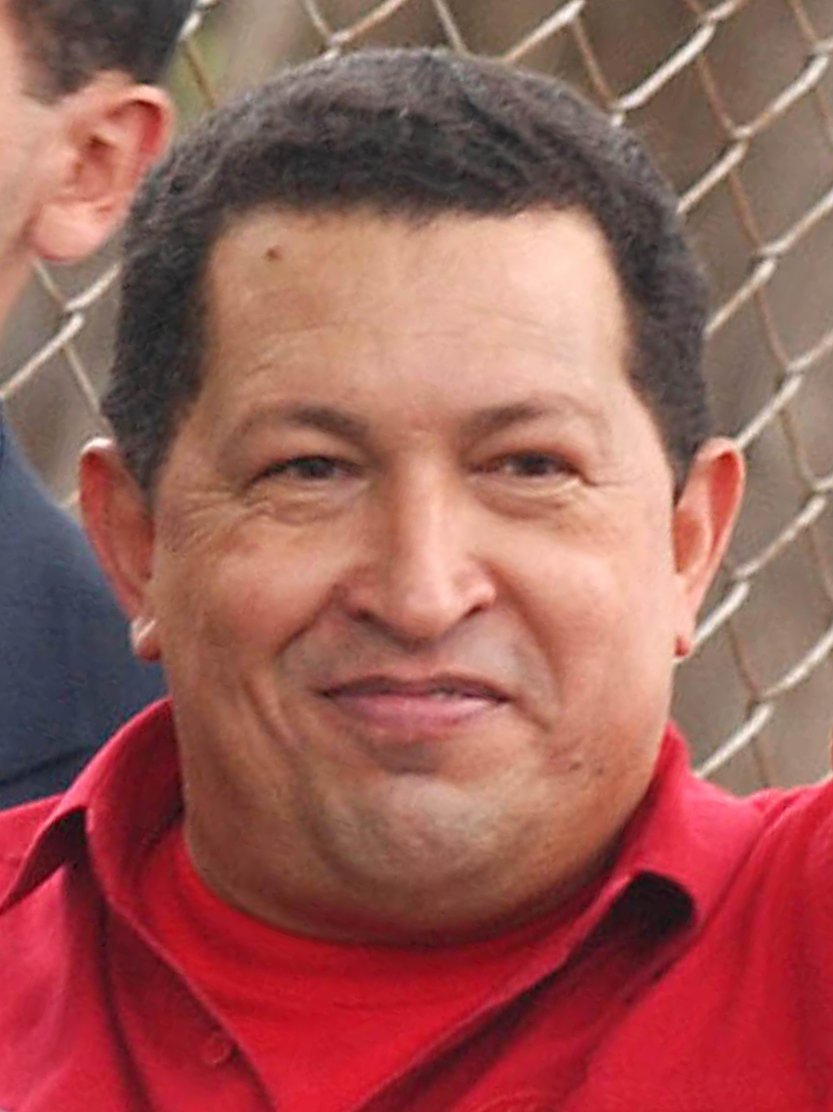
因癌逝世的委內瑞拉總統烏戈·查維茲

- 3月5日——中华人民共和国第十二届全国人民代表大会第一次会议，此次会议将最终完成中国最高领导层的换届。
- 3月6日——歐洲專利局今公布各營運公司專利申請數資料，其中以三星電子的件數達2,251件奪冠，西門子的2,193件居次。
- 3月9日——日本動畫電影《大雄的秘密道具博物館》於日本上映，哆啦A夢電影作品累積至本作之日本當地觀影人次正式突破一億人。
- 3月11日——天文學者凱文·魯赫曼（Kevin Luhman）宣布發現由兩顆棕矮星組成的聯星WISE J104915.57-531906（編號縮寫為WISE 1049-5319），位於船帆座，距離地球只有6.5光年，是太陽以外距離地球第三近的恆星。
- 3月12日——美國國家航空暨太空總署召開新聞發佈會表示，從分析好奇號探測車在火星搜集的數據，科學家認為火星很可能曾經具有支持生命的條件。
- 3月13日——梵蒂岡選出來自阿根廷的樞機主教伯格里奧為新任教宗，取名方濟各，他是首位來自美洲、拉丁美洲國家阿根廷、南半球與耶穌會的教宗，也是繼額我略三世後1200年來首位非歐洲出身的教宗。

- 3月14日——芝加哥菲爾德博物館（The Field Museum）今宣布，科學家在肯亞的曼達島（Manda）發現1枚有600年歷史的罕見中國錢幣（判定為中國皇帝明成祖所發行）。
- 3月14日——中共中央總書記習近平當選中華人民共和國主席，中共中央政治局委員李源潮當選副主席。
- 3月15日——中共中央政治局常委李克強正式當選中華人民共和國國務院總理。
- 3月15日——歐洲核子研究組織發佈新聞稿表示，先前探測到的新粒子是希格斯玻色子。
- 3月17日——日本建築師伊東豊雄以仙台媒體中心獲頒。
- 3月18日——以色列總理本杰明·內塔尼亞胡組成聯合政府，展開第三個任期。
- 3月20日——英國「每日郵報」（Daily Mail）報導，美國哈佛大學研究發現，13萬3,000起糖尿病死亡病例，4萬4,000起心臟病死亡病例和6,000起癌症死亡病例，皆與含糖飲料有關，且絕大多數發生在中低所得國家。
- 3月21日——歐洲太空總署發佈普朗克衛星的首幅宇宙微波背景輻射圖，是至今為止最準確的背景輻射圖，並表示宇宙年齡比預想的更老，約為138億年。
- 聯合國人權理事會47個成員国一致通过成立朝鲜人权调查委員會的决议案。
- 3月22日——巴基斯坦西南部贾法拉巴德地区一个公交车站当天上午遭到炸弹袭击，至少6人死亡、40多人受傷。
- 韓國最新修订的“過度曝光法令”将正式生效。女性在公共场合穿着过于短小的迷你裙，一旦被认定为“過度曝光”，可处以50000韓元的罰款。
- H7N9在中國長三角地区全球首次被發現。截至2013年4月14日上午9時，中國大陸共确诊病例51例，其中11位死亡1人出院，而附圖是H7N9病毒圖。

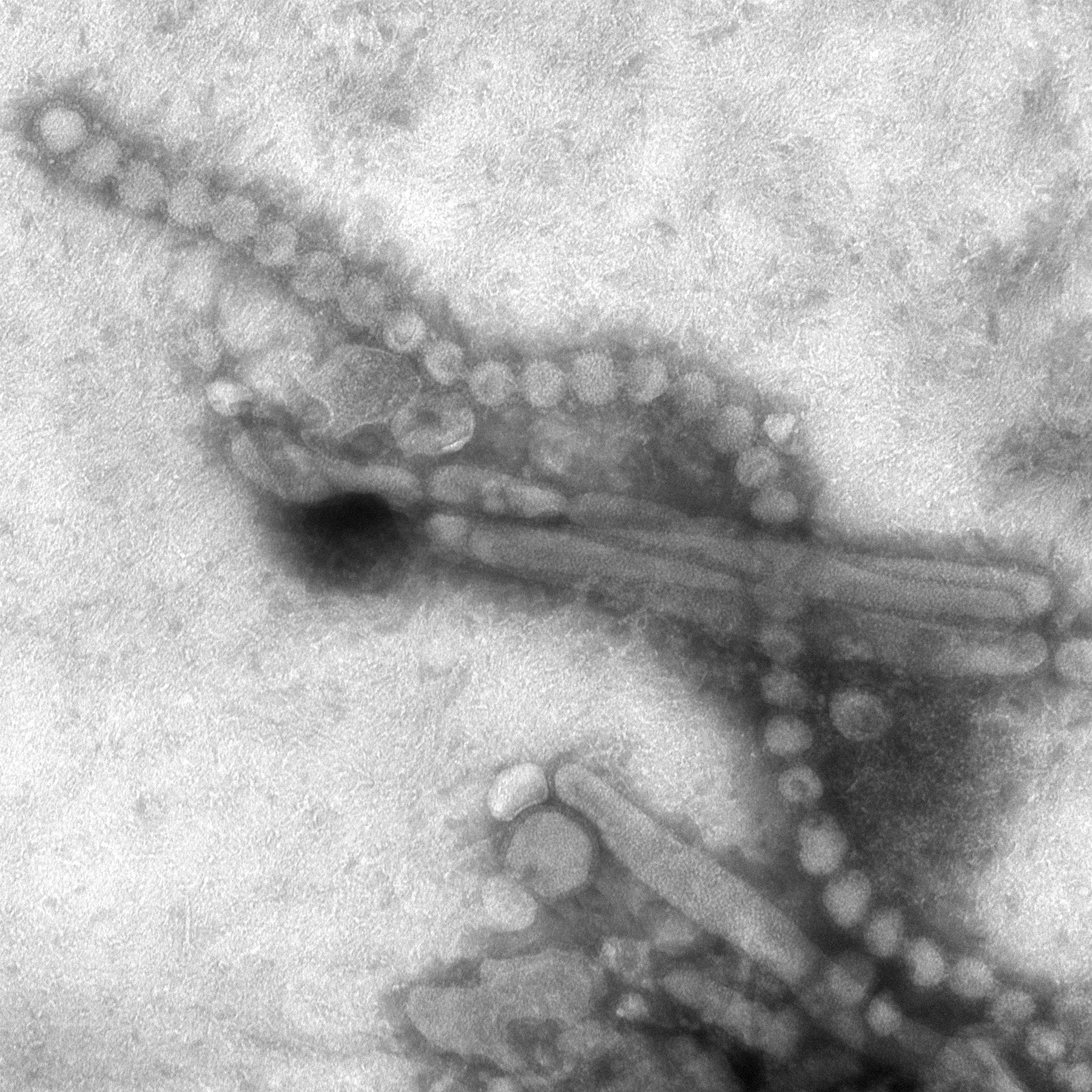
首次感染人類並導致多宗死亡個案的H7N9病毒

- 3月23日——中國國家主席習近平访问俄羅斯國防部，成为第一位到访俄羅斯國防部并参观俄羅斯聯邦武裝力量作战指挥中心的外國元首。
- 3月24日——俄羅斯總理梅德韦杰夫签署命令，将俄美合作研究利用太空空间的协议延长至2020年。
- 3月25日——前巴基斯坦總统佩尔韦兹·穆沙拉夫结束了4年多的自我放逐，从迪拜乘机返回巴基斯坦，回國後隨即遭到軟禁及面臨司法起訴。巴基斯坦文人政府首次完成五年任期。
- 3月25日——塞浦路斯与歐盟、歐洲中央银行和國際貨幣基金組織就援助協議要點達成一致，將提交给歐元區财长讨论批准，避免金融崩溃。新华网（页面存档备份，存于）
- 中非共和國反政府武裝聯盟“塞雷卡”领导人米歇尔·多托贾宣布中止宪法，解散议会和政府，并称在举行选举前由他本人通过颁布法令的方式治理國家。新华网（页面存档备份，存于）
- 3月26日——美國、德國、馬達加斯加...等國家生物學家今宣佈，米洛西塔倭狐猴（Microcebus marohita）與塔諾西倭狐猴（Microcebus tanosi）為不同物種，目前已列入鼠狐猴家族。此兩種動物分別在2003年與2007年被發現，但正式分辨出為不同物種，卻是花費了多年時間，而其中的米洛西塔倭狐猴，已被建議列入「瀕危物種紅皮書（Red List）」之列。[11]
- 3月27日——台灣在當地時間上午10:03南投縣仁愛鄉發生芮氏規模6.1大地震，1死97傷。

#### 4月
- 4月1日——全球首次人類感染禽流感病毒「H7N9」，兩死一危情況危重。蘋果日報（页面存档备份，存于）
- 4月1日——緬甸放鬆實施近50年報禁，允許私人發行報刊。BBC中文網（页面存档备份，存于）
- 4月2日——聯合國大會以154票贊成、3票反對、23票棄權通過《武器貿易條約》。United Nations News Centre（页面存档备份，存于）
- 4月3日——美國國家航空暨太空總署宣布，裝置於國際太空站的阿爾法磁譜儀已發現暗物質的可能跡象。BBC（页面存档备份，存于）
- 4月9日——伊朗南部布什爾省霍爾穆季和卡基附近發生黎克特制6.3級地震，震源深度10公里，釀成37死850傷。同日，聯合國南蘇丹任務遇襲，造成維和部隊5名軍職和7名文職人員喪生。
- 4月10日——台灣與日本簽署台日漁業協議。
- 4月13日——日本淡路島發生黎克特制6.3級地震，34人受傷。
- 4月14日——委內瑞拉代總統尼古拉斯·馬杜羅在總統選舉中以微弱優勢獲勝，19日正式宣誓。
- 4月14日——中国截至上午九時共确诊H7N9病例51例，其中11位死亡1人出院。

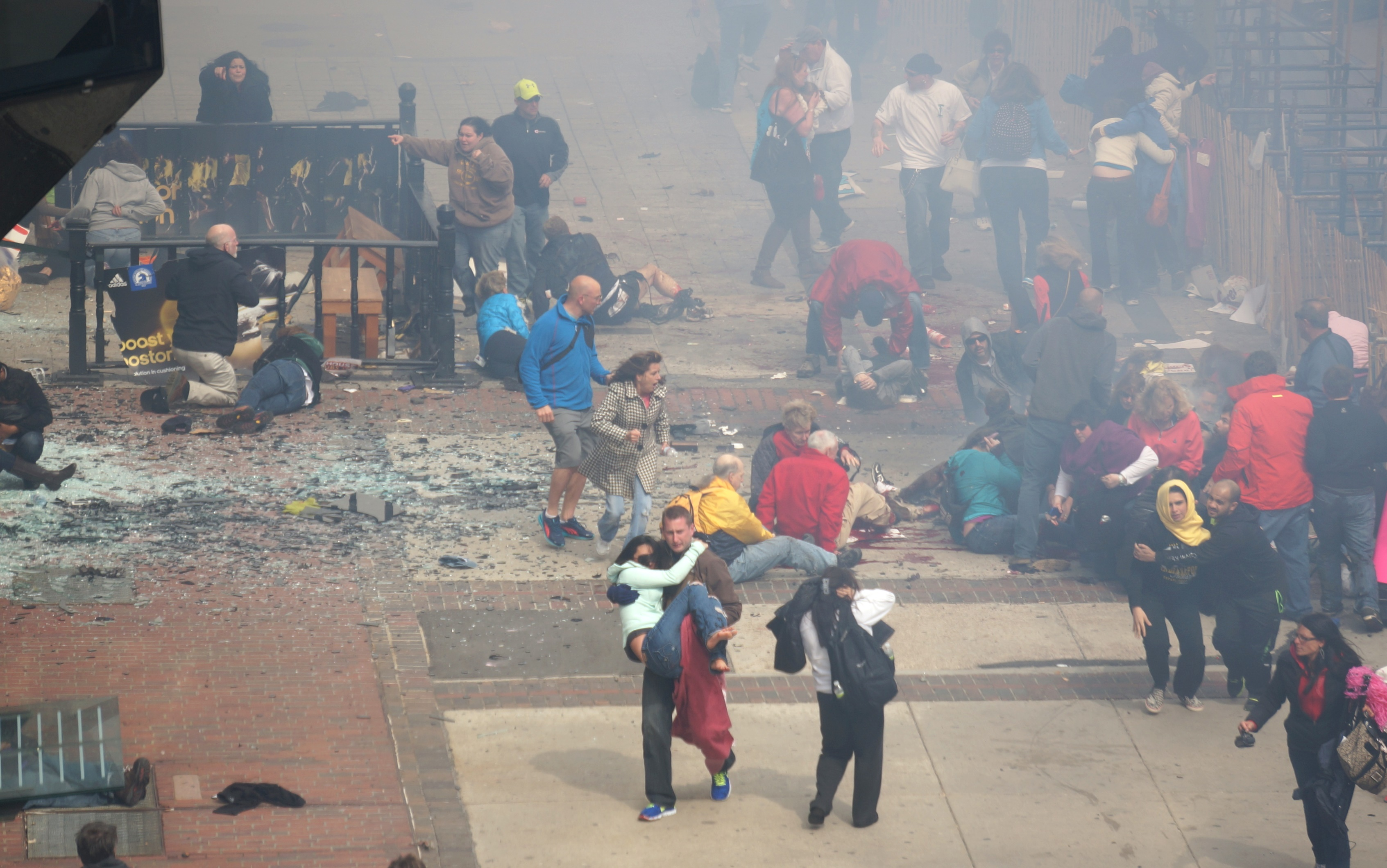
美國波士頓發生自911事件後、12年來首宗本土恐怖襲擊，引致3死264傷，在隨後的圍捕疑犯過程中亦造成警員1死16傷，一名疑犯中槍死亡，另一人被捕候審

- 4月15日——美国波士顿马拉松比赛终点处发生连环爆炸案，造成3死264傷。
- 4月16日——位于伊朗和巴基斯坦边境的锡斯坦－俾路支斯坦省，发生震级为里氏7.8级的地震，造成巴基斯坦34死105傷、伊朗1死12傷。同日，2013年亞洲羽球錦標賽於臺北市台北小巨蛋開打。

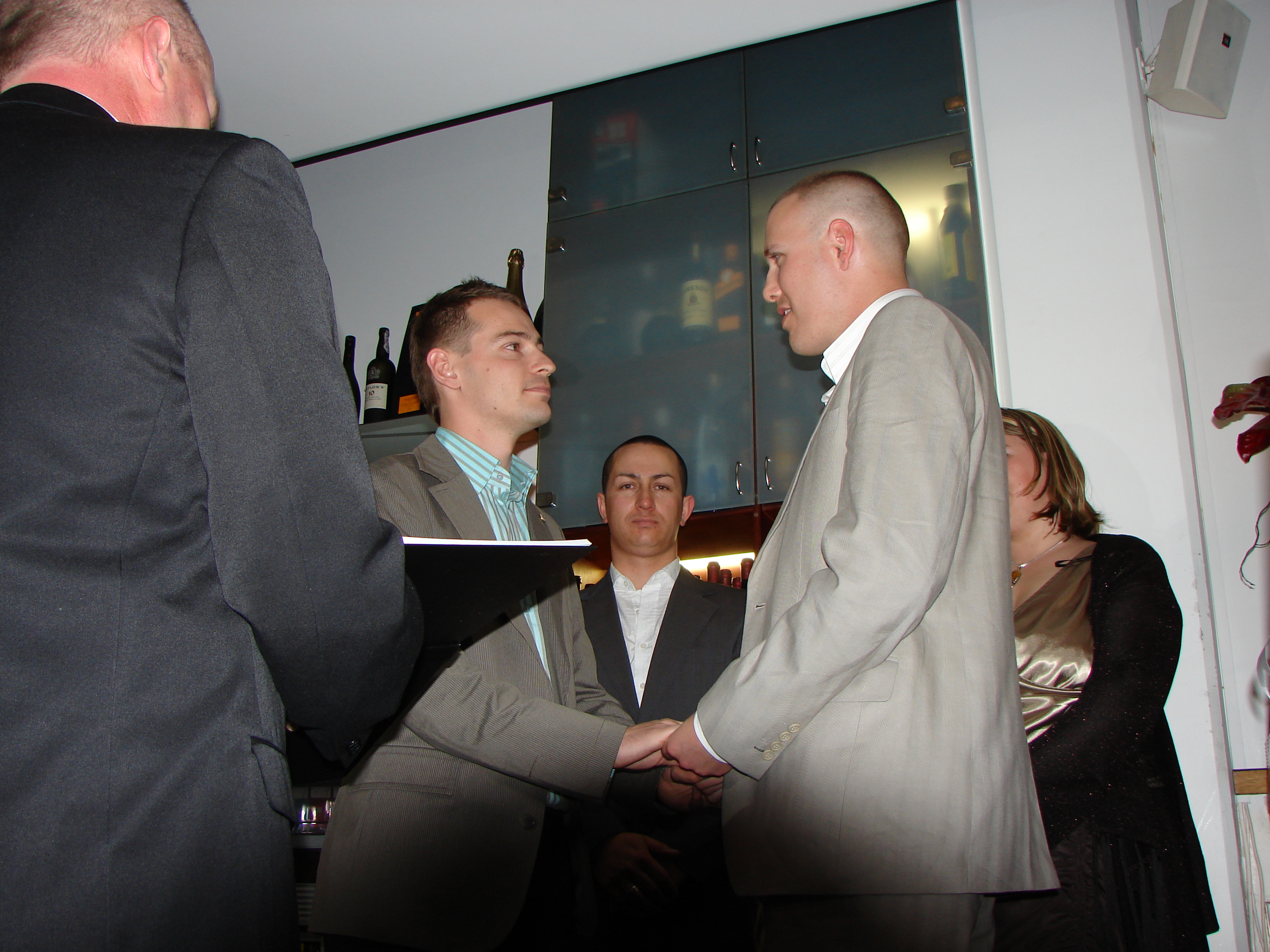
新西蘭國會通過同性婚姻法，成為亞太首個擁有相關法案的地區，亦是全球第13個同性婚姻國家，圖為一對於2006年辦理民事結合的新西蘭男同性伴侶

- 4月17日——美國韋斯特肥料工廠發生爆炸，造成15死160餘傷。同日，日本三宅島地震發生，3人受傷。同日，紐西蘭通過補充法案成為亞太地區第一個同性婚姻合法化的國家。
- 4月18日——克卜勒太空望遠鏡團隊發現兩個特像地球的太陽系外行星，克卜勒62e與克卜勒62f，繞著恆星克卜勒62公轉。這兩個距地球1200光年的行星，由於位於適居帶，可能適宜生命成長。
- 4月19日——科索沃和塞爾維亞達成一項由歐盟居中斡旋的協議，在兩國關係正常化和加入歐盟上跨進一大步。
- 4月19日——美國波士頓馬拉松爆炸案兩名嫌疑犯之一的塔米爾南．沙尼耶夫 (Tamerlan Tsarnaev) 清晨在追捕過程中遭擊斃，另一嫌疑犯喬卡．沙尼耶夫 (Dzhokhar A. Tsarnaev) 則於晚間遭捕。追捕過程起於18日晚麻省理工學院校園內的槍擊案，其中一名校警遇襲身亡。
- 4月19日——前巴基斯坦總統佩爾韋茲·穆沙拉夫被控非法拘捕大法官的罪名而遭到巴基斯坦警方逮捕。
- 4月20日——中国四川省芦山县发生了面波震级7.0级大地震，釀成196死21失蹤11,470傷。

- 4月20日——喬治·納波利塔諾在義大利總統選舉中連任義大利總統。
- 4月21日—— 謝斯基·基比迪和普瑞斯卡·吉普圖分別贏得2013年倫敦馬拉松男子組與女子組冠軍。半島（页面存档备份，存于）
- 4月21日—— 奧拉西奧·卡特斯在大選中當選成為巴拉圭總統，而其政黨紅黨也取得國會多數席次。BBC（页面存档备份，存于）
- 4月21日—— 軌道科學公司開發的安塔瑞斯火箭搭載天鵝座宇宙飛船樣板順利發射升空。BBC（页面存档备份，存于）
- 4月23日——法國國會通過法案成為第十四個同性婚姻合法化的國家。BBC（页面存档备份，存于）、ABC（页面存档备份，存于）、路透社（页面存档备份，存于）
- 4月23日—— 英國商人詹姆斯·麥科米克因涉嫌向數個國家的軍隊和警察銷售假炸彈探測器而被裁定為詐騙行為。獨立報（页面存档备份，存于）、BBC（页面存档备份，存于）
- 4月24日—— 孟加拉國首都達卡市發生建築倒塌事故，釀成1,129人喪生、約2,500人受傷的慘劇。BBC（页面存档备份，存于）、CNN（页面存档备份，存于）。同日，阿富汗東面的拉格曼省發生黎克特制5.6級地震，震源深度40公里，導致18死130傷。

- 4月24日—— 位在敘利亞阿勒頗、於11世紀建造的阿勒頗大清真寺在敘利亞內戰阿勒頗之戰中遭到炮火所毀。BBC（页面存档备份，存于）
- 4月25日—— 由脈衝星與白矮星組成的大質量聯星，以螺旋型運動彼此互相靠近的速率，符合廣義相對論預測。這是至今為止對於廣義相對論最嚴格的檢驗。自然期刊（页面存档备份，存于）
- 4月26日——南蘇丹政府宣布反抗組織南蘇丹解放運動已經決定解除武裝。
- 4月26日——法國富豪皮諾表示，將無償捐贈中國兩件流失海外的圓明園青銅獸首：鼠首和兔首。
- 4月27日——冰島國會大選，右翼的獨立黨及進步黨贏得選舉重新上台執政。
- 4月28日——恩里科·萊塔獲任命成為義大利總理，結束2月24－25日2013年義大利國會選舉後長達兩個月的政治僵局，組成聯合政府。
- 4月29日——遠紅外線空間望遠鏡赫雪爾太空望遠鏡因為液化氦冷卻劑耗盡而停止工作。

- 4月30日——荷蘭女王碧翠斯正式退位，長子威廉-亞歷山大繼任為新國王。
- 4月30日——歐洲聯盟鑒於新煙鹼對西方蜜蜂的巨大潛在危害而同意暫時禁止該類殺蟲劑兩年。

#### 5月

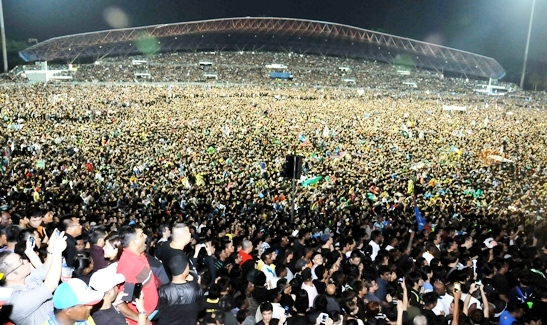
5月8日，超过12万人聚集在马来西亚雪兰莪州格拉纳再也体育馆举行示威，抗议2013年马来西亚大选不公，质疑纳吉·阿都拉萨领导的执政党国阵在选举中舞弊

- 5月5日——马来西亚举行大选。在大选投票和点票期间，出现了多种不同的选举舞弊情况，最终在一片争议声中纳吉·阿都拉萨连任马来西亚首相[12]。
- 5月8日——超过12万人聚集在马来西亚雪兰莪州格拉纳再也体育馆举行示威，抗议马来西亚大选不公，质疑纳吉·阿都拉萨领导的执政党国阵在选举中舞弊。
- 5月9日——菲律宾警方在台菲双方共同主张专属经济区攻击台湾渔船。
- 5月15日——中國、義大利、日本、南韓、印度、新加坡被批准為北極理事會正式觀察員國。
- 5月17日：
  - 香港迪士尼樂園第一期擴建園區迷離莊園正式開放。
  - 中華民國行政院農業委員會正式實施，傳統市場禁宰活禽政策[13]。
- 5月20日——美國中央情報局僱員斯諾登在自己上班的夏威夷美國國家安全局（NSA）辦公室，複製完最後一批他打算公開的文件並向上司請假後，飛抵香港，準備在美麗華酒店房間內向英國衛報記者揭發美國政府大規模監控民眾通訊。[14]
- 5月22日——香港三年來首次掛黑色暴雨警告。
- 5月至10月——世界园艺博览会在辽宁锦州举行。

#### 6月
- 6月2日——南投仁愛鄉發生規模6.3地震，5死18傷。

- 6月3日——中國吉林省長春市德惠市米沙子鎮吉林寶源豐禽業有限公司發生特別重大火災，釀成121死77傷。[15]
- 6月5日——英國衛報率先披露美國國家安全局進行大規模電話監聽。[16]
- 6月6日——英國衛報、美國華盛頓郵報報道華府聯同蘋果公司、Google等九大網絡巨頭，進行稜鏡網上監控行動，允許情報機關直入公司伺服器載取個人資料。[16]
- 6月7日——一日內發生兩宗慘劇，中國廈門一輛巴士被縱火，釀成47死34傷[17]。同日，印度喜馬偕爾邦一架巴士失事墮崖，造成18死14傷[18]。
- 6月10日——揭發美國政府大規模監控民眾通訊的美國中央情報局僱員斯諾登的身份經傳媒報道而正式曝光，同日他的直屬僱主、中情局外判商博思艾倫漢密爾頓控股公司亦正式對他作出解僱。[16]

- 6月11日——中国“神舟”号系列飞船的第十次任务，也是中国载人航天的第五次任务，神舟十号於下午17時38分發射。
- 6月14日——空中巴士A350-900(F-WXWB)寬體飛機（序列號為MSN001）於上午10時在法國城市土魯斯布拉尼亞克機場首次飛行。

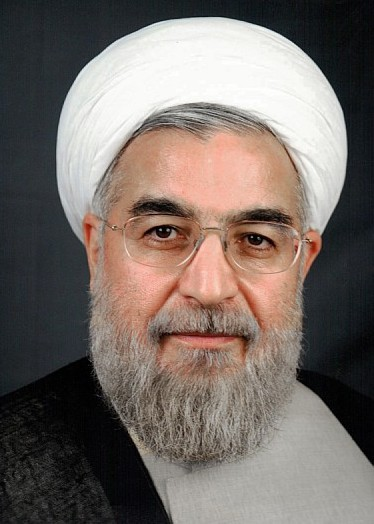
被視為溫和改革派的新任伊朗總統魯哈尼

- 6月15日——伊朗大選跑出黑馬，在投票率達72.7%下，加上保守派陣營分裂，唯一溫和改革派候選人、前首席核談判代表魯哈尼當選新一任伊朗總統。內政部公佈點票結果，他以僅僅過半數的50.68%票數，在首輪投票便穩奪總統寶座，結束保守派八年執政，而最高領袖哈梅內伊亦默許結果。[19][20]
- 6月15日至6月30日——2013年洲際國家盃在巴西舉行。
- 6月18日——仍藏身香港的美國前中情局職員愛德華·斯諾登透過中間人向冰島政府尋求政治庇護。[21]
- 6月23日——凌晨在巴基斯坦北部南迦帕尔巴特峰，发生针对登山者的恐怖袭击事件，導致11死2傷。同日，斯諾登在維基解密的協助下，乘搭俄羅斯航空公司客機從香港前往莫斯科[22]。
- 6月26日——新疆鄯善縣發生襲擊事件，造成24名平民及警察喪生、另有11名暴徒遭擊斃。[23]

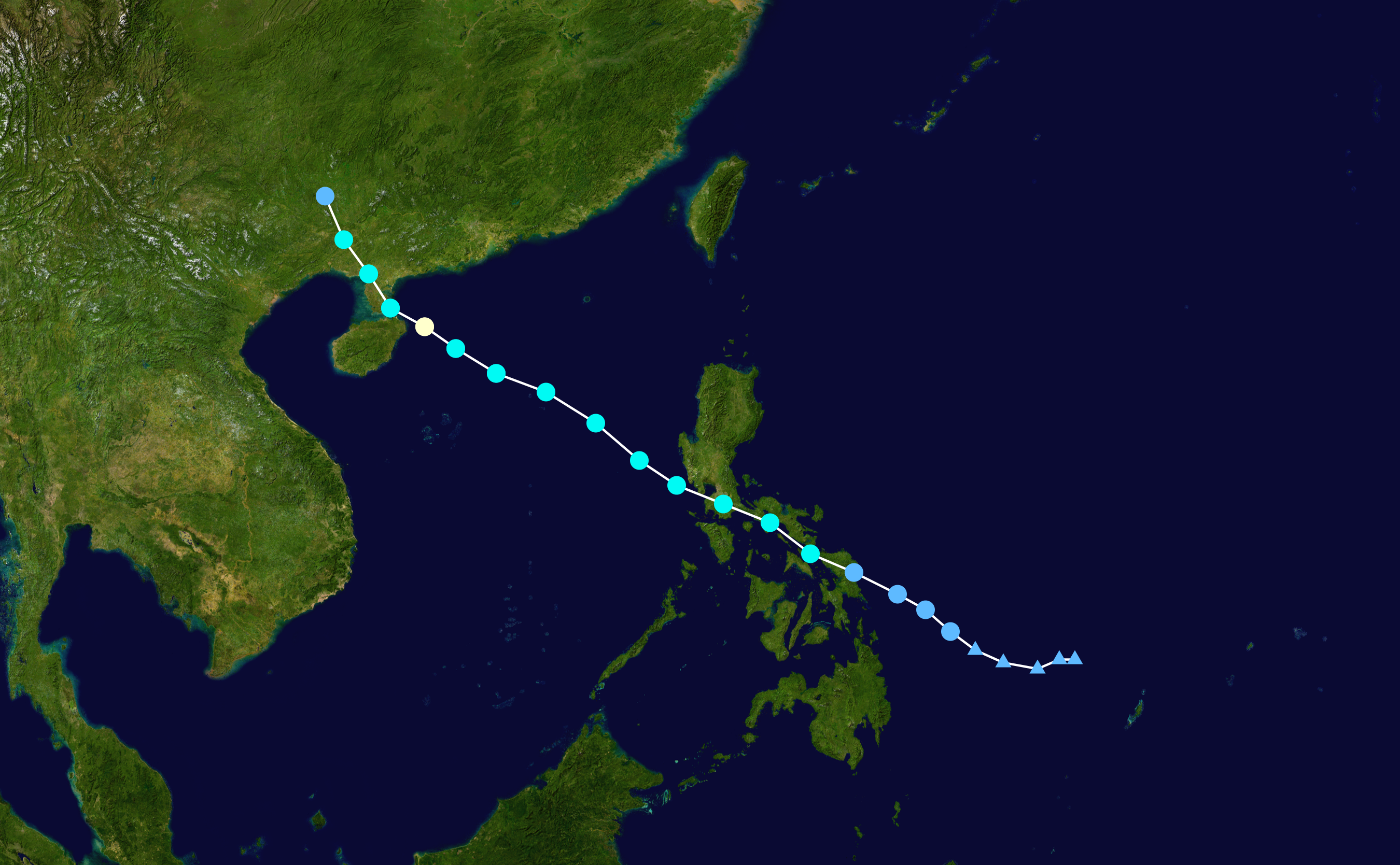
溫比亞路徑圖

- 6月28日至7月3日——強烈熱帶風暴溫比亞影響菲律賓中部及中國海南與廣西，在兩國共釀成54死21失蹤。[24][25]
- 6月29日——台北捷運新莊線丹鳳站-迴龍站段通車。

#### 7月
- 7月1日——克罗地亚加入欧洲联盟，成為歐盟第28個成員國。
- 7月2日——印尼亞齊省省會班達亞齊東南188公里處發生黎克特制6.2級地震，因屬淺層地震（震源深度只有10公里），遂引致35死8失蹤276傷。
- 7月4日——埃及總統穆爾西被軍方推翻並被軟禁，並宣佈成立文人臨時政府，重新制憲和舉行選舉，將埃及的民主進程還回原點。穆爾西指摘這是場「軍事政變」，呼籲支持者反抗到底。軍方為控制局勢防爆發流血衝突，大舉拘捕穆爾西所屬的穆斯林兄弟會成員。[26][27]

- 7月4日：臺灣爆發洪仲丘事件
- 7月5日至7月6日——埃及軍方推翻總統穆爾西，滿足多達1,400萬上街群眾的意願，但惹來數以萬計的穆斯林兄弟會成員高調反撲，7月5日響應「憤怒星期五」號召，在全國示威。數千名穆爾西支持者遊行到共和國衞隊總部外聚集，與軍隊爆發流血衝突，造成36死1,138傷[28]，發動示威的穆斯林兄弟會繼續號召支持者走上街頭，揚言前總統穆爾西不復位，他們不會撤出街頭。
- 7月6日——日本知名動畫電影《銀魂完結篇 永遠的萬事屋》上映。
- 7月——香港第一個電召貨車流動應用程式GoGoVan正式成立。
- 7月6日——第24屆金曲獎流行音樂類頒獎典禮在台北小巨蛋舉行。
- 7月6日至7月17日——2013年夏季世界大學生運動會在俄羅斯喀山舉行。
- 7月7日至7月15日——第四十四屆國際物理奧林匹克在丹麥哥本哈根舉行。
- 7月8日——埃及委任臨時總理的問題糾纏三天都未能在各派系取得共識，政治陷入僵局之際，首都開羅再爆發血腥衝突，前總統穆爾西支持者響應號召，在開羅突襲傳聞穆爾西軟禁地點共和國衞隊總部，軍方還擊，釀成51死435傷，臨時政府表示「深切遺憾」，將成立司法委員會調查。[29]
- 7月12日至7月14日——超強颱風蘇力影響日本沖繩、台灣北部及中國福建，在三地共造成8死1失蹤123傷。
- 7月12日——廣東江門市發生民眾遊行示威事件，事緣中核集團規劃建設核燃料加工廠，但遭質疑核安全及影響健康，項目最終在民眾反對下被撤銷。是為江門鶴山反核事件。
- 7月18日——熱帶風暴西馬侖在中國福建省漳浦縣登陸，1死1失蹤。同日，韩国忠南泰安发生2013年海军陆战队夏令营事故（朝鲜语：해병대 캠프 실종 사고）。
- 7月21日——日本參議院選舉，執政自民黨及公明黨取得勝利，結束6年的扭曲國會局面。
- 7月21日——新西蘭庫克海峽地震發生，4人受傷。

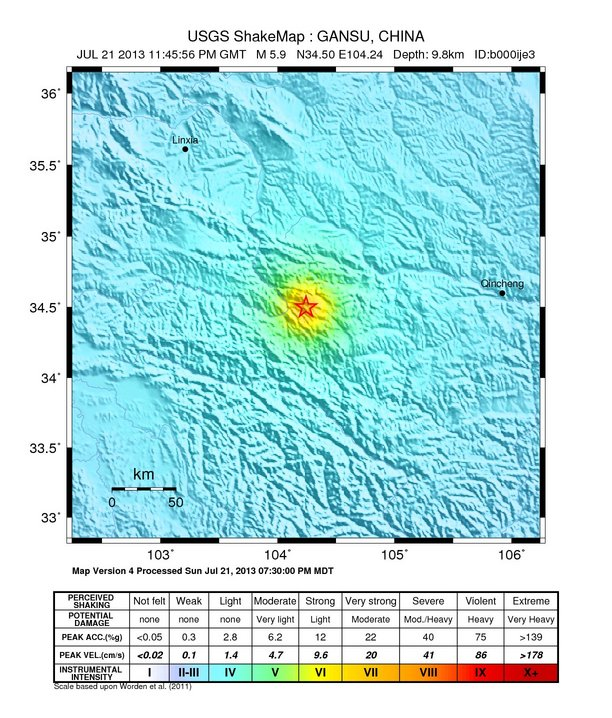
震央及烈度分佈

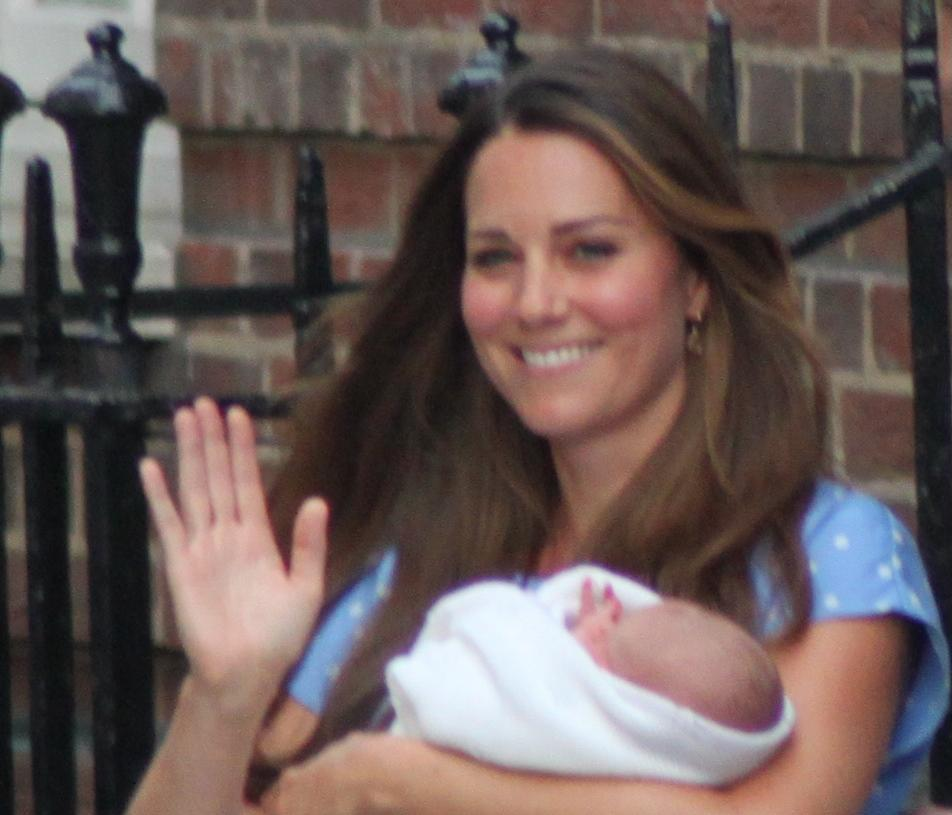
剛出生的喬治王子，在母親劍橋公爵夫人的懷中

- 7月22日——中國甘肅省定西市岷縣、漳縣交界發生黎克特制6.6級地震，震源深度20公里，造成95死1,001傷。同日，英國威廉王子及凯特的愛情結晶品出生，並於兩日後命名為喬治。
- 7月24日——西班牙聖地亞哥-德孔波斯特拉發生火車事故，引致79死140傷。

- 7月25日至8月4日——2013年世界運動會在哥倫比亞卡利舉行。
- 7月27日——埃及軍方血腥鎮壓反對聲音，凌晨摸黑向前總統穆爾西支持者集會地點近距離開槍，穆斯林兄弟會聲稱有120人死亡、1,500人傷，他們控訴軍警瞄準民眾頭胸開槍，不為傷人而是殺無赦。在首都開羅，穆爾西支持者一直在拉比亞清真寺靜坐抗議，軍警採取行動企圖驅散集會，凌晨3時先發射催淚彈，待現場煙霧瀰漫時再以實彈射擊。部署在附近建築物的狙擊手也由高處向人群開槍。官方傳媒指衝突中有21死、500傷，人數遠低於兄弟會的估算，警方亦否認有開槍。至於軍方支持者則手持塞西肖像和海報在全國各地上街示威，規模是兩年半以來最大。在第二大城市亞歷山卓，雙方陣營衝突至少7死100傷。[30]
- 7月28日——柬埔寨國會選舉，執政28年的洪森領導的人民黨取得選舉勝利，反對派拒絕承認選舉結果。
- 7月30日至8月3日——強烈熱帶風暴飛燕影響菲律賓中部及中國海南島，在兩地造成6人死傷。

#### 8月
- 8月1日——俄羅斯向愛德華·斯諾登批出為期一年的臨時政治難民身份庇護[31]，斯諾登離開機場。美國對俄方做法極度失望。
- 8月5日至8月8日——熱帶風暴山竹影響菲律賓南部、中國海南島及越南北部，在三地共造成3人死傷。
- 8月6日——中国偶像团体TFBOYS出道。
- 8月12日——超強颱風尤特橫過菲律賓，造成11死3失蹤7傷[32]。

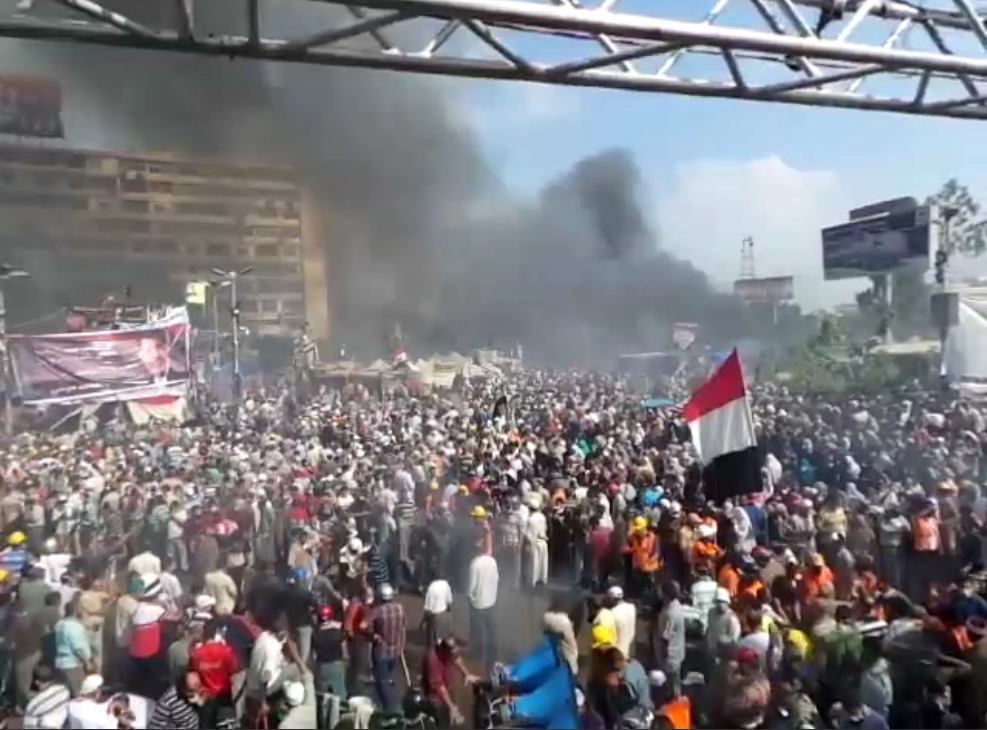
血腥鎮壓地點

- 8月14日——埃及前總統穆爾西的支持者，在首都開羅多處地點紮營，抗議軍方政變推翻民選政府的近一個月抗爭，以流血收場。警方對兩個營地武力清場，以真槍實彈大屠殺[33][34]，穆斯林兄弟會聲稱至少2,200人死亡，約10,000人受傷，反軍事政變聯盟指達2,600人死亡。當局則指149人死亡，及後確認638人死亡（包括595名平民及43名警察）。事件中有兩名記者死亡，包括英國天空電視攝影師。臨時政府副總統巴拉迪宣佈辭職，以示不滿鎮壓行動。同日，尤特以颱風強度登陸中國廣東省陽江市溪頭鎮，其後在中國大陸共釀成70人喪生及18人失蹤[35]，其中43名死者來自廣東省，香港亦有9人受傷[36]。

- 8月16日至8月17日——埃及衝突正朝內戰方向發展，「怒火星期五」不止爆發警民衝突，更有支持軍方的首都居民，跟支持被推翻民選總統穆爾西的示威者開槍互轟，開羅兩道天橋成射擊場，示威者爭相從橋上游繩而下或跳橋逃生。過去24小時的衝突在全國造成173死1,330傷，穆爾西陣營逾千人被捕，又有近千示威者被圍困在清真寺內，與警方互相駁火，當局更提議將穆斯林兄弟會列為非法組織。[37]
- 8月16日至8月24日——2013年亞洲青年運動會在中國南京舉行。
- 8月17日至8月22日——強烈熱帶風暴潭美影響菲律賓及台灣，釀成菲國27死4失蹤30傷[38]，台灣則有10人受傷[39]。
- 8月17日至8月25日——2013年世界田徑錦標賽在俄羅斯莫斯科舉行。

- 8月21日——敘利亞發生化學武器襲擊事件，敘利亞反對派及美國政府經調查後分別表示死亡人數達到1,300[40]及1429[41]人，另有3600人受傷，西方社會一致認為事件由敘利亞政府軍所為。
- 8月26日至8月29日——強烈熱帶風暴康妮掠過菲律賓以東洋面及台灣以東洋面，在兩地共造成4死1傷。
- 8月31日至9月12日——中華人民共和國第十二屆運動會在遼寧舉行。

#### 9月
- 9月4日——強烈熱帶風暴桃芝登陸日本鹿兒島縣指宿市附近，是繼2007年颱風天兔後、6年來首次有熱帶氣旋登陸九州，1死2失蹤。
- 9月7日——國際奧委會將於阿根廷首都布宜諾斯艾利斯宣布2020年夏季奧林匹克運動會主辦城市。
- 9月8日——日本东京申辦2020年夏季奧林匹克運動會成功。
- 9月13日——俄羅斯一間精神病院發生大火，釀成37人喪生。
- 9月15日——澳門第五屆立法會選舉。同日，中國西安地铁1号线I期开通。
- 9月16日——美國發生華盛頓海軍兵工廠槍擊事件，造成12死14傷，槍手其後亦中槍身亡。同日，強烈熱帶風暴萬宜登陸日本愛知縣豐橋市，導致6死1失蹤[42]。
- 9月17日——《侠盗猎车手V》于PlayStation 3和Xbox 360主机上推出。也在商业上获得极大成功，上市后24小时之内就创下突破游戏业界纪录的8亿美金销售额，三天内总销售额达到10亿美元，成为历史上销售速度最快的娱乐性产品。
- 9月20日——超強颱風天兔掠過巴士海峽，造成菲律賓3死2失蹤[43]。
- 9月22日——天兔稍為減弱成強颱風後，登陸中國汕尾附近，造成29死[44]1失蹤[44]24傷[45]，香港有17人受傷[46]。

- 9月21日——肯尼亞首都內羅畢發生嚴重恐怖襲擊，16名索馬里伊斯蘭武裝組織成員闖入一個大型商場挾持並槍殺大量人質，報復肯尼亞政府出兵索馬里，釀成67死175傷，另外5名恐怖份子被擊斃，11人被捕。[47]
- 9月24日——巴基斯坦俾路支省阿瓦蘭縣東北偏北66公里處發生黎克特制7.7級大地震，震源深度20公里，釀成825人罹難、約700人受傷的慘劇。

- 9月26日——第48屆金鐘獎入圍名單公布。
- 9月28日——巴基斯坦再發生強烈地震，強度為黎克特制6.8級，震源深度只有14.8公里，造成22人喪命。

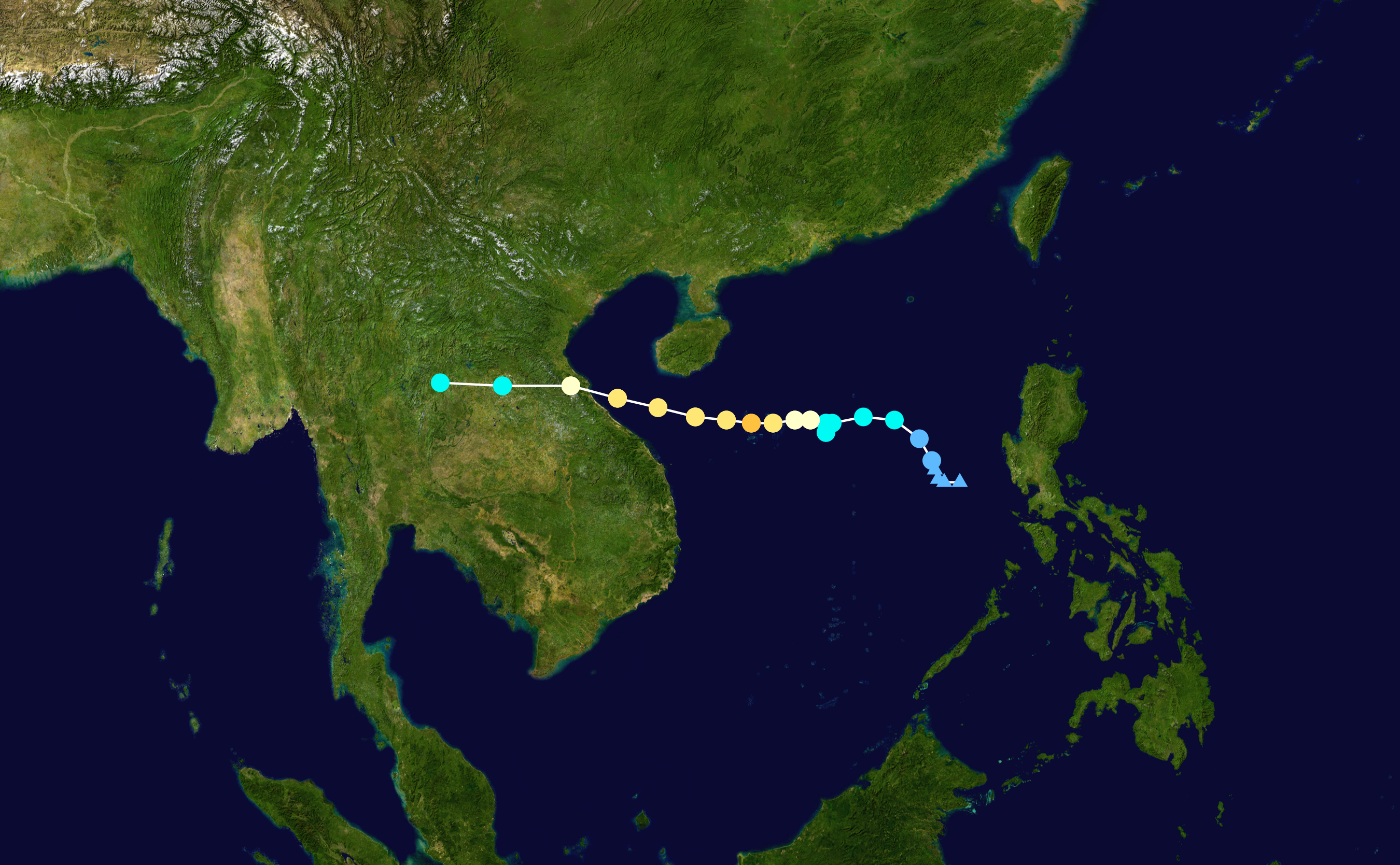
蝴蝶路徑圖

- 9月29日——受強颱風蝴蝶影響，西沙發生海難，3艘中國漁船沉沒，造成10死52失蹤[48]，蝴蝶另在萬寧市造成1人受傷[49]。同日，中国上海自由贸易区正式挂牌成立。
- 9月30日——強颱風蝴蝶登陸越南，3人死亡[50]。同日，新加坡發生地盤天秤倒塌事故，釀成2死3傷[51]。

#### 10月
- 10月1日——第50屆金馬獎入圍名單公布。

- 10月3日——意大利西西里海峽蘭佩杜薩島發生嚴重海難，一艘載有約500名難民、由非洲利比亞開往意大利的偷渡船在蘭佩杜薩島附近沉沒，奪去359人的性命，155人獲救生還。[52]
- 10月6日至10月15日——第六届东亚运动会在中國天津舉行。
- 10月7日——颱風菲特登陸中國福建省福鼎市沙埕鎮，5死4失蹤。[53]
- 10月11日——一日內全球發生5宗災難，非洲馬里發生海難，一艘客貨船超載沉沒，造成72死11傷[54]。同日，氣旋費林登陸印度奧里薩邦戈巴爾布爾附近[55]，45人喪生。同日，意大利再發生難民船海難，一艘超額載了至少240人的難民船在西西里海峽翻覆，34人罹難，意大利和馬耳他合力救起206人[56]。同日，颱風百合登陸菲律賓奧羅拉省，造成15死5失蹤32傷[57]。同日，日本福岡市一間整形外科醫院發生火災，釀成10死5傷[58]。
- 10月12日——秘魯發生嚴重車禍，一輛卡車在首都利馬東南部一條山路失事墜進200米深山澗，部份乘客被拋至車廂殘骸100米外的地方，全車52人無一生還[59]。同日，越南一間煙花廠發生爆炸，造成21死200傷[60]。

發生嚴重人踩人慘劇的中央邦

- 10月13日——印度中央邦達蒂亞市郊發生人踩人慘劇，一間印度教神廟舉行慶典時，有人散播謠言，引起恐慌，人群互相踐踏，引致115死100傷[61]。同日，北韓海軍於東部元山外海訓練期間，有一艘艦艇沉沒，30名官兵遇難[62]，領袖金正恩下令建立墓園並親自前往拜祭。

- 10月15日——菲律賓中部保和省發生黎克特制7.2級地震[63]，威力相等於32個二戰投下日本廣島的原子彈，導致222死8失蹤976傷[64]，是該國23年來最多人喪生的地震。同日，一艘貨船在南韓南部城市浦項港灣沉沒，中國船員10死1失蹤[65]，死者包括中國籍船長。
- 10月16日——颱風韋帕掠過日本關東，東京2萬多戶停電，受災最嚴重的伊豆大島創下降雨超過800毫米的歷史新高，多人在大島町被塌下房屋壓死或墮河溺斃，釀成39死4失蹤107傷[66]。同日，老撾發生空難，老撾航空一架由首都萬象飛往南部佔巴塞省的客機失事墜入湄公河，機上49人全部罹難[67]，死者包括2名華人，有民航官員指，事故或與早前吹襲當地的颱風百合有關[68]。
- 10月18日——微軟開始零售Windows 8.1(包含升級版)
- 10月19日——菲律賓北部奎松省一條落山道路發生連環車禍，導致20死44傷[69]。一輛運載生豬飼料的貨車撞向一輛巴士車尾，巴士司機在車輛被撞後失控，撞向迎面駛來的2輛巴士和4輛客貨車，繼而翻側，很多死傷者被飛彈出來的巴士碎片及引擎等零件擊中。死者包括貨車司機、跟車和4名小童，多數死傷者是巴士乘客。同日，索馬里中部城市貝萊德文發生自殺式炸彈襲擊，引致12死15傷[70]。一名襲擊者進入政府辦公樓附近一間餐廳，在人群中引爆身上的炸彈，當地激進組織「伊斯蘭青年運動」承認策動襲擊。
- 10月19日至10月24日——中華民國102年全國運動會在臺灣臺北舉行。
- 10月20日——敘利亞中部哈馬市發生汽車炸彈襲擊，造成30人死亡[71]。
- 10月21日——南蘇丹北部瓊萊省發生部落衝突，導致41人喪生[72]、46人受傷。3個飼養牛群的營地同時遭到反政府武裝份子和部落成員襲擊，多間房屋被焚毀，居民逃進沼澤躲避，大約5萬頭牛被搶。
- 10月23日——泰國東北部南邦府發生嚴重車禍，一輛載有38名佛教徒的巴士，正前往清萊府參加佛教儀式，在駛至東北部的南邦府時候，撞向路邊欄杆後滾下50米深的山坡，車上21人當場死亡[73]，20人是女性，包括司機在內的18人受重傷。警方懷疑意外涉及多個原因，包括司機不熟悉路面、落斜速度過快以及剎車系統可能出現問題。同日，德國總理默克爾致電美國總統奧巴馬[74]，譴責美國對她手機的監控行為完全不能接受，要求即時及全面的解釋，並發聲明指若事件屬實，將嚴重背叛親密盟友的信任，應立即停止有關行為。
- 10月24日——英國衞報報道，全球多達35個國家領袖被美國監聽，他們的聯絡號碼都是由一名美國官員提供，暫時未知一眾領袖與官員的身份。疑遭監聽的德國及法國希望今年內就監控問題與美國會談，歐洲議會公民自由委員會的代表團，10月28日會到美國尋求華府交代。[75]
- 10月26日——印度東部奧里薩邦、安得拉邦和西孟加拉邦連日暴雨，很多房屋倒塌，許多河流和水庫決堤，大量農作物被毀。受洪水影響，一些鐵路軌道被淹沒，運輸受阻。水災共導致45人死亡[76]，大約100萬人受災，當地政府已從災區疏散10多萬人。同日，伊朗東南部邊境發生武裝衝突，引致邊防人員14死5傷[77]。同日，德國明鏡周刊報道美國監聽德國總理默克爾的手機通訊長達10年[78]。同日，台灣台北有過萬人上街[79]，爭取同性戀者權益，是亞洲最大型的同類遊行。台灣同性戀者遊行已經舉行了第11屆，但主辦單位表示跨性別權益仍然被漠視，人權遭到踐踏。
- 10月27日——伊拉克首都巴格達及北部城市摩蘇爾一日內多宗炸彈襲擊，56人喪生[80]。其中巴格達的連串襲擊在商業區和停車場發生，造成42人死亡；在摩蘇爾的襲擊，就有一群士兵前往銀行領薪時受襲，當場炸死14人。暫計10月已有100多人死於襲擊事件[81]，9月則有達1,000死2,000餘傷[81]。

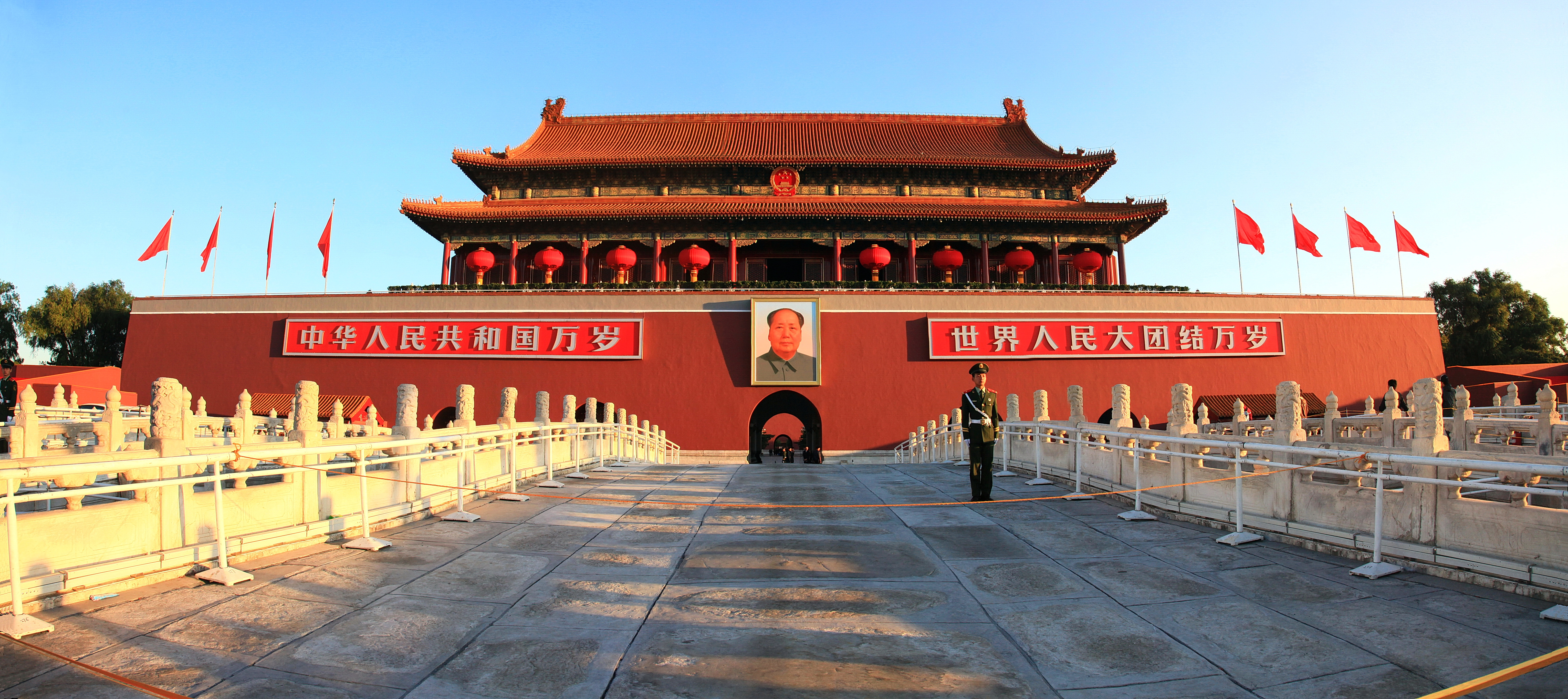
汽車襲擊及大火發生在毛澤東像不遠處

- 10月28日——中國首都北京天安門廣場發生自殺式恐怖襲擊，一輛吉普車在正午約12時突然衝進天安門城樓前的行人區，橫掃人群後，再撞向華表，隨即起火、爆炸。事件造成5死38傷[82]，其中肇事車內發動襲擊的3名新疆維吾爾族人死亡，另有2名遊客被撞死，死傷者皆包括外籍人士。中央政法委書記孟建柱表示經調查後認定由東突組織幕後策劃[83]。
- 10月28日至10月29日——聖祖德風暴（St Jude storm）罕有以颶風風力橫掃英國、法國、德國、荷蘭、比利時及丹麥等歐洲國家，導致17死1失蹤，丹麥錄得當地史上最強陣風達時速194.4公里[84]。
- 10月30日——印度南部安得拉邦發生車禍並導致大火，42人被燒死[85]。一輛巴士在超車時，撞到路邊障礙物，油缸爆炸起火，由於事發於凌晨時份，多數乘客在睡夢中被燒死，只有司機和6名乘客成功逃生。同日，津巴布韋東南部馬尼卡蘭省一輛滿載出席喪禮村民的卡車，與運油車相撞並引發大火，造成20人死亡[86]。
- 10月31日——颱風羅莎掠過呂宋北部，造成3死2失蹤。[87]

- 10月31日——10月31日晚間8點02分台灣花蓮縣瑞穗鄉發生芮氏規模6.4的強烈地震，最大震度花蓮縣西林鄉7級，此次地震全台灣都有感受到強烈搖晃。
- 10月底——一群由西非國家尼日爾準備前往歐洲的偷渡者，在橫越撒哈拉沙漠時遭「渴死」，釀成97人喪生[88]，其中92具遺體在10月30日發現，另外5具在10月28日發現[89]，尼日爾宣佈全國哀悼3日，同時拘捕127名準備離境的偷渡者，並表示他們受毒販網絡操控，屬非法活動。

#### 11月
- 11月2日——尼日利亞東南部阿南布拉州一間教堂在清晨6時舉行宗教活動期間，由於參拜人數過多，出現人踩人，導致17人死亡。該處教堂只可以容納5,000名信眾，而出事時就有超過10萬人進行參拜。[90]

- 11月3日

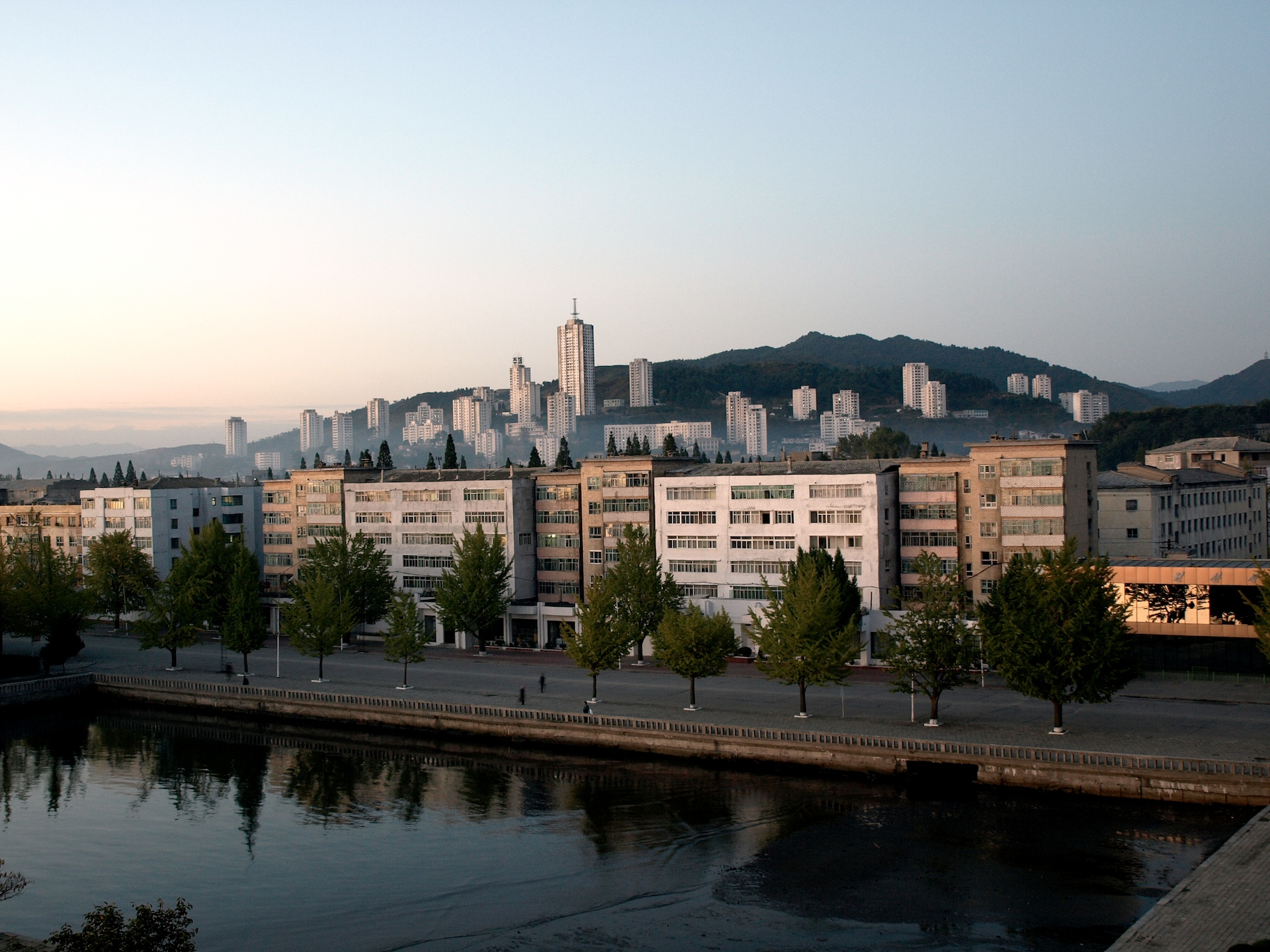
其中8人因「觸犯觀看南韓電視片集」而在元山市（圖）遭槍決

  - 北韓分別在7座城市公開槍決約80人[91]，當中多數是因觀賞走私進口的南韓電視劇遭處決，部分則是被控賣淫。在東部的元山市，當局聚集一萬人到體育館，在眾目睽睽之下槍決8人。脫北者網站「北韓知識分子團結組織」表示，此舉顯示北韓政權害怕人心可能思變，於是先下手為強，試圖嚇阻人民。在北韓，觀看未獲批准的外國電影或電視，特別是來自南韓的節目，屬嚴重罪行。不過由於科技發達，越來越多人偷運DVD等到北韓，當局難以控制禁看節目傳播。
  - 非洲國家上空在中午出現罕有的全環食現象[92]，大西洋西部等地區可觀察得日環食，南美洲、歐洲等也有地區會看到日偏食，今次全環食的過程約為五小時，對上一次出現這種混合日食為2005年4月，下一次則要等到2023年才有機會看到。
- 11月5日
  - 印度首次發射火星探測器[93]，成為亞洲首個、世界第四個成功發射火星探測的國家或組織。搭載探測器的運載火箭從東南部海岸升空，按計劃探測器將飛行300多天，預計2014年9月抵達火星軌道。印度太空研究組織主席否認與中國進行「太空競賽」。
  - 白思豪在美國紐約市長選舉中取得壓倒性勝利，成為20年來首位民主黨籍的紐約市長。[94]
- 11月6日
  - 中國浙江再多一宗人類感染H7N9禽流感個案。病人是一名64歲女子，10月30日發病，正在醫院接受治療，病情危重。中國內地至今共確診138宗人類感染個案[95]，其中在浙江的最多，有49宗，全國死亡則有40餘人。
  - 同日，南韓總統朴槿惠訪問英國，出席倫敦金融城的晚宴期間，在落車時不小心跌倒在地上[96]，但起身後仍然保持笑容，與兩國企業高層及嘉賓共晉晚餐。晚宴前朴槿惠到唐寧街10號，與英國首相卡梅倫會面，亦是朴槿惠上任以來，兩人第一次首腦會談。兩人談到在貿易、金融、能源等領域的合作，雙方同意到2020年將兩國貿易投資規模增加一倍，席間亦談及北韓的核武威脅和人權狀況。
- 11月8日——超強颱風海燕橫掃菲律賓中部，帶來具非常破壞性風力及暴雨，雖然當局已及時疏散大批民眾，但菲國官方公佈造成6,155死1,785失蹤28,626傷[97]，惟萊特省官員及警方估計死亡人數高達10,000人[98]，或將成為菲國史上最多人喪生的天災[99]，死因包括溺斃、被倒塌建築物壓死、被雜物擊中身亡、觸電、被雷電擊中以及被倒塌樹木壓斃，經濟損失達238,044,471.31美元（10,384,690,061.00披索）[100]。全國20個省多達100萬人疏散。幾個省沒有電力供應，中部地區通訊中斷。海燕在凌晨時份登陸，在東薩馬省及附近的萊特省，翻起超過5米巨浪，街道水浸、大樹吹倒，其中重災區萊特省，超過7成地方受破壞。沿岸大量建築物，包括機場被摧毀，多處地方被水淹浸，官員稱災情嚴如海嘯，全國受災人數則達1,100萬[101]，繼受災最嚴重的塔克洛班市率先宣佈進入緊急狀態、防止搶掠後，菲律賓總統阿基諾三世亦宣佈全國進入災難狀態[102]，派遣數百名軍人前往重災區之一塔克洛班市，維持當地治安。美國聯合颱風警報中心表示，海燕創下全球歷來熱帶氣旋登陸時風力最強的記錄，達時速325公里，陣風更高達379公里，而以風暴中心風力計則為有記錄以來第二強勁，僅次於1961年超強颱風蘭茜創下的時速345公里記錄。

- 11月9日——超強颱風海燕外圍環流引致台灣新北市出現巨浪，導致8死8傷。一批大學師生及家屬在海邊參加課外活動時，受到大約5米高，俗稱瘋狗浪的巨浪襲擊，其中8人被捲入海中。中央氣象局指，瘋狗浪是海燕帶來的巨浪。[103]
- 11月9日至11月10日——東非索馬里東北部邦特蘭自治地區受熱帶風暴03A吹襲，當地政府確認140人死亡[104]，而最終死亡數字或高達300人[105]，並向國際社會尋求援助。邦特蘭廣泛地區水浸，大量建築物及村落受破壞，超過10萬隻禽畜死亡。索馬里調撥100萬美元救災，並準備了約60噸糧食、水、毛毯等物資，但由於道路中斷，很多至今未能運抵災區。

- 11月10日——海燕橫過菲律賓後，減弱為強颱風，逐漸逼近越南，11月11日清晨5時以時速120公里颱風風力登陸廣寧省省會下龍市以東，在越南造成14死4失蹤81傷[106]，其中5人是正進行房屋加固工程時遇難，另有1名電台記者前往採訪途中殉職，越南當局疏散60萬人到安全地點。中國方面，在海南及廣西兩省共造成8死多人失蹤[107]，中央氣象台發出最高級別颱風紅色預警，海燕掠過海南省時，中心附近最大風力達到14級，三亞鳳凰機場超過100班航機受影響，三亞主要城區多處停電，路面隨處可見被吹斷的樹枝、吹倒的交通護欄等。香港則有一名南亞裔青年在大嶼山下長沙泳灘游泳時遭海燕帶來的瘋狗浪捲走失蹤[108]，翌日尋回屍體[109]。
- 11月11日——日本產經新聞引述美國智庫蘭德研究所的報告表示，北韓去年曾經發生企圖暗殺最高領導人金正恩的事件，當時軍隊正值權力鬥爭，報道沒有提及金正恩有否受傷，北韓事後加強金正恩的保安。報告表示，若果金正恩一旦遇刺身亡，在未有明確的繼承人之下，北韓勞動黨和軍隊將會分裂，並可能發生內戰，影響日本等周邊國家。報告建議，美國出於人道主義、防止內戰和牽制中國軍隊的情況下，有必要聯同南韓派兵到北韓。報告根據北韓的經濟現狀、鎮壓國民等因素，計算出有頗高的「崩潰國家指數」，認為北韓政權的崩潰只是時間問題。[110]
- 11月11日——《聯合國氣候變化綱要公約》第19屆締約方會議召開。
- 11月12日
  - 菲律賓總統阿基諾三世向美國有線新聞網絡（CNN）表示，風災死亡人數應沒如外界估計一萬人這麼多，相信是2,000多人。並希望能夠與餘下的大約29個城市恢復聯繫，這些地方的災情尚未確定，尤其是失蹤人數，目前掌握的死亡人數介乎2,000到2,500人[111]。
  - 同日，沙特阿拉伯首次發現東部吉達一隻駱駝存有中東呼吸綜合症病毒[112]，由於駱駝的主人亦同時感染這種病毒，專家正比對兩者的病毒基因結構，如果對比結果相同，就有很大機會確認人類是從駱駝感染此病毒。中東呼吸綜合症自2012年9月起，已有超過150人確診，當中60多人死亡。歐洲早前已有專家，在駱駝身上找到病毒的抗體，證明駱駝是病毒宿主，今次是首次在駱駝找到病毒本身。
  - 同日，埃及政府宣布解除緊急狀態和宵禁[113]，較原本安排提早了兩天。軍警8月14日在前總統穆爾西支持者的靜坐大本營清場後，當局頒布緊急狀態和宵禁。政府在9月把措施延長兩個月。不少人埋怨，宵禁導致首都開羅商店的生意減少。
- 11月13日——菲律賓紅十字會表示，風災失蹤人數達到22,000人[114]，11月16日調升失蹤數字至25,000人[115]。風災發生接近一星期，救援及分發物資進度緩慢。在重災區萊特省官員說，數以千計災民衝入政府糧倉搶米，其間一道牆倒塌，導致8人死亡，警員向天開槍，驅散搶掠的群眾。有災民鑿水管飲地下水。有生病的嬰兒因為缺乏藥物而死亡。災區很多的道路仍未打通，當局重開兩個機場，期望可加快物資分發進度。
- 11月15日
  - 聯合國表示，菲律賓政府向他們匯報的風災死亡人數，達到4,460人[116]，高於官方公布的3,631人。一名早前對外表示，可能有過萬人在風災中喪生的警官，已被解除職務。
  - 同日，利比亞首都的黎波里，民兵槍擊和平示威民眾，導致43死460傷[117]。總理齊丹譴責雙方，又聲稱示威者攜帶武器。他說，政府只批准民眾在寺廟示威，但他們遊行到民兵總部。但目擊者稱，見不到示威者有武器。數千名示威者遊行，抗議民兵頻頻發動暴力事件，要求利比亞政府解除他們的武器，並禁止他們在市區內活動。但遊行隊伍突然受到武裝人員使用重型武器攻擊，多人受傷送院。
  - 同日，熱帶風暴楊柳登陸越南，超過30人喪生[118]。氣象部門說，中部廣義省雨量最多，達到700毫米，其他省份的雨量亦達300至600毫米，一些省份的河流水位達到歷史高位。當局說，洪水破壞樹木、房屋和橋樑，阻塞交通，數以萬計居民受到影響。
  - 同日，一艘載有非法移民的船隻，在希臘西部海域翻側，12人死亡[119]，另有15人獲救。海岸警衛隊說，事故發生在希臘西部愛奧尼亞海的萊夫卡斯島附近，遇難者包括四名3至6歲的兒童。初步調查顯示，船隻可能來自敘利亞，目的地是意大利。事發時天氣良好，專家推測，事故可能與超載有關。
  - 同日，西非國家岡比亞宣布繼1974年後，再次與台北斷交[120]，台灣在全球的「邦交國」因而減至22個。總統賈梅發表聲明，表示基於國家戰略利益，決定即時中斷與台北保持了18年的外交關係。台灣的外交部說，這是岡比亞總統的個人決定。行政院長江宜樺表示，事情發生突然，感到震驚和遺憾，促請外交部盡快了解經過。台北當局近年多次協助岡比亞強化軍事設施，包括捐贈艦艇，而上月開幕軍訓中心，亦是由台方資助興建。岡比亞1974年與北京建交，到1995年7月改與台北建交。不計算岡比亞，目前還有3個非洲國家與台北有邦交。
  - 同日，外國通訊社報道，北京與其他5個城市申辦2022年冬季奧運會[121]。報道引述國際奧委會主席巴赫，透露這消息。除了北京，其餘的申辦城市包括瑞典斯德哥爾摩、挪威奧斯陸、波蘭克拉科夫、烏克蘭利沃夫、以及哈薩克的阿拉木圖。
- 11月16日
  - 印度一輛貨車在南部一條高速公路失事，22死12傷[122]，死傷者都是勞工，包括婦女和兒童，司機涉嫌魯莽駕駛，被警方拘捕。根據官方數字，印度去年有大約14萬人在交通意外中喪生。
  - 同日黃昏，中國新疆巴楚縣發生恐怖襲擊，9名暴徒當場全部擊斃[123]。暴徒持刀斧襲擊巴楚縣色力布亞鎮派出所，造成兩名協警死亡，另外兩名民警受傷。
  - 同日，阿富汗發生自殺式炸彈襲擊，至少10名警員死亡[124]，超過20人受傷。塔利班向英國廣播公司承認，發動今次襲擊。事發於首都喀布爾，一輛滿載爆炸品的汽車，衝向一輛軍車，之後爆炸。現場鄰近當地部族長老下星期開會的地點，屆時會討論政府與美國磋商的雙邊安全協議，協議是關於美軍明年撤出阿富汗之後，少部份留守的美軍人員安排。
- 11月17日
  - 俄羅斯一架由莫斯科飛往中西部城市喀山的內陸客機，降落時墜毀，機上50名乘客和機員全部遇難[125]。有報道表示，乘客包括俄羅斯韃靼斯坦共和國總統兒子伊列克。墜機發生後，大批家屬在喀山國際機場2號大樓內等候消息，有民眾手持鮮花哀悼。當局將遇難者名單張貼在玻璃門上，家屬在名單上尋找親人名字。俄羅斯總統普京已要求成立喀山空難事故調查委員會。韃靼斯坦宣布今天是哀悼日。
  - 同日，敘利亞首都大馬士革市郊一個軍事辦公室遭受炸彈襲擊，31名政府軍被炸死[126][127]。自2011年敘利亞內戰爆發以來，至少造成100,000人喪生，超過2.2百萬平民已逃離敘利亞，轉往鄰國。同日，伊拉克首都巴格達發生炸彈襲擊，21人喪生[128]。
- 11月18日——埃及首都開羅附近發生嚴重車禍，20人死亡。事發於當地凌晨，一列火車和一輛小巴，在開羅南部一個交匯處相撞，事件中亦有多人受傷。[129]
- 11月19日
  - 伊朗駐黎巴嫩大使館，遭遇2次自殺式炸彈襲擊，引致23死146傷[130]，死者包括伊朗文化專員，相信事件涉及伊朗支持敍利亞政府軍。伊朗大使館位於黎巴嫩首都貝魯特南部，黎巴嫩官員表示，根據閉路電視畫面，一名自殺式襲擊者腰纏約2公斤炸藥，早上駕著電單車，在大使館外牆引爆。數分鐘後第二名「人肉炸彈」駕駛汽車，在大使館外大約10米，引爆車上50公斤爆炸品，不少死者被炸得身首異處。一個與阿蓋德有聯繫的極端組織阿扎姆旅，事後在Twitter承認責任。信奉回教什葉派的伊朗，一直支持敍利亞政府軍，而叛軍中有不少是遜尼派分支，與阿蓋德有聯繫。
  - 同日，意大利撒丁島暴風雨引發洪水，至少18人死亡[131]。總理萊塔宣布當地進入災害緊急狀態，並向災區緊急撥款2,000萬歐元。大雨導致薩丁島河水泛濫，沖毀汽車，橋樑倒塌。東北部地區是重災區，部份地方水深3米。
  - 同日，中國北京朝陽區一個倉庫發生大火，造成12死4傷[132]。警方扣留倉庫兩名東主，調查大火原因。現場位於小武基村，昨晚8時半左右起火，火場面積500平方米。當局出動54輛消防車撲救，到深夜11時許將火救熄。北京市領導表示，將全力搶救傷者，做好善後工作，並強調嚴肅追究相關人士的責任，各區縣、各部門立即檢查安全隱患，確保群眾生命財產安全。
  - 同日，南非一座興建中的商場倒塌，至少2死29重傷[133]。事發在東南部港口城市德班附近一個城鎮，這座興建中的商場，屋頂突然倒塌，大約有50名工人被困。當局立即派人救援，死亡人數很可能增加。警方說，事故原因不清楚，有關方面已開展調查。
  - 同日，西班牙法院向中國前中共中央總書記江澤民、前國務院總理李鵬及3名前中國官員發出「拘捕令」[134]，調查北京當局對西藏「種族滅絕」的指控。法院說，接受提出訴訟的藏人團體論據，認為江澤民等5人應該接受問話。被西班牙法院調查的還有另一名前領導人胡錦濤，不過胡錦濤不在這次「拘捕令」名單。法院早前受理案件時，中國外交部批評，有關指控純屬捏造，重申西藏是中國一部份，反對任何國家干預中國內政。根據西班牙法律，法院可審訊其他國家的「種族滅絕」疑犯。
- 11月20日
  - 伊拉克首都巴格達發生連串炸彈襲擊，釀成47死132傷[135]，總計10月襲擊事件奪去979人性命[136]，包括158名警員及127名軍人[136]，而自從1月至今高達6,500名平民在各宗恐怖襲擊中喪生[136]及16,000餘人受傷[137]。
  - 同日，埃及西奈半島發生汽車炸彈襲擊，造成士兵10死20傷[138]。出事位於西奈半島北部一個城鎮，傳媒形容事件是自7月埃及前總統穆爾西被推翻後，最嚴重的襲擊之一。當時一輛巴士載著大約30名休班士兵前往開羅，途中遇到襲擊。
- 11月21日
  - 拉脫維亞首都里加市郊一所落成只有2年的超級市場發生塌天花意外，釀成54死40傷[139]，總統貝爾津什形容事件等同謀殺大量無辜平民。他接受電視台訪問時說，要求盡快展開調查，將要負責的人繩之於法。拉脫維亞總理東布羅夫斯基斯宣布為負上政治責任而辭職。東布羅夫斯基斯2009年上任，是當地脫離前蘇聯獨立後，任期最長的總理。今次是拉脫維亞1991年獨立以來最嚴重的事故，政府宣佈由11月23日起全國哀悼3日，11月25日全國默哀。當局表示，10人仍被埋在瓦礫下，估計死亡人數可能上升。死者中包括3名消防員，28人要送院醫治。事發在當地傍晚6時下班繁忙時間，當時超市內非常擠擁，故導致多人死傷。初步調查顯示，可能是建築質量有問題，另外天台正開闢花園及遊樂場，堆放很多建築物料，或是導致倒塌元兇。
  - 同日，伊拉克首都巴格達東北約120公里的迪亞拉省薩迪亞鎮發生汽車炸彈襲擊，造成25死35傷[137]。一輛停泊在市場附近的汽車發生爆炸，這個區域經常發生暴力襲擊，至今未有組織承認責任。
- 11月22日
  - 中國山東省青島市黃島區中石化輸油管發生爆炸，釀成62死[140]9失蹤[141]136傷[142]。集團公司董事長傅成玉昨晚到事故現場視察，同時向青島和全國人民致歉。集團亦於微博發帖，指將不惜一切代價做好搶險救災和善後工作，並配合國務院事故調查組查出事故原因。官方微博同時將背景變為灰色，以示哀悼。不過有網民指事件並非天災，屬人禍，道歉並無作用，認為傅成玉和總經理王天普，應立即引咎辭職。
  - 同日，南非發生兩宗嚴重車禍，合共造成26死近40傷[143]。其中當地凌晨2時，一輛巴士在高速公路收費站懷疑衝過防護欄後，撞向一輛私家車，兩輛車合共11死、37人受傷。另外，東南部城市德班附近，亦發生15人喪生的車禍。南非現時進入雨季，路面濕滑容易引發交通意外。
- 11月23日——日本福山縣發生雪崩，有7人在滑雪期間遇難[144]。事發在上午，福山縣的真砂嶽山頂雪崩，面積達600米乘30米，掩埋多名登山客和滑雪人士，救援人援到場搜救，至今有4男3女遇難。同日，台灣舉行第50屆金馬獎頒獎典禮。
- 11月24日——六國（美國、英國、法國、俄羅斯、中國和德國）外交官與伊朗代表，在瑞士日內瓦舉行的伊朗核問題談判，達成第一階段初步協議。伊朗方面同意，停止提煉濃度5%以上的濃縮鈾[145]。伊朗除承諾停止提煉5%以上的濃縮鈾外，亦會解除有關活動必備的技術連結，並透過稀釋方式，中和濃度約20%的庫存濃縮鈾。伊朗亦答應，不再建造提煉濃縮鈾的離心機，以及製造鈽的重水反應爐，亦不會興建加工設施，即無法從廢棄燃料中分離出鈽。六國將提供有限度及臨時的援助，包括解凍伊朗42億美元的外匯及資產[146]，石油收益、以及貴金屬、石化産品和飛機零件的貿易限制。美國將放寬對伊朗總值約70億美元的制裁措施[146]，若果伊朗履行協議，美國在未來半年將不會再對伊朗實施新的制裁。美國總統奧巴馬形容協議為邁向世界安全踏出「重要的第一步」和「新路徑」[147]。法國外長法比尤斯亦發表聲明指協議只容許伊朗將核能用於民事用途[147]，而各國亦會繼續提高警覺，確保伊朗切實履行協議內容。
  - 同日，一艘貨船在中國山東渤海海峽沉沒，至今確認3死9失蹤[148]。山東海事部門表示，這艘來自浙江台州的貨船，昨晚因主機故障失去動力，並遇上10級大風，傾側沉沒，當局正繼續搜救。
  - 同日，台北捷運信義線象山站至中正紀念堂站通車[149]，台北著名地標101大樓首次有鐵路直達，首日截至晚上7時共載客22萬人次，較北捷公司原先估計首日10萬人為高。
- 11月26日——海地一艘載有約150名海地偷渡客的12米帆船在巴哈馬群島對開擱淺後傾側，造成30人喪生、110人獲救生還，生還者抓緊船身數小時等待救援。當局指，帆船嚴重超載、缺水缺糧、沒有救生衣，已在大海航行了8至9日。[150]
- 11月29日
  - 非洲南部納米比亞發生空難，機上34人全部遇難[151]，包括一名中國公民。失事客機原定在星期五由莫桑比克飛往安哥拉，期間在納米比亞一個公園失事墜毀。納米比亞警方事後找到失事客機，指客機嚴重焚毀。
  - 同日，伊拉克發生教派衝突，18名遜尼派男子被槍殺[152]，包括兩名族長、四名警員及一名軍官，被一批穿軍服的男子擄走，數小時後遭棄屍首都巴格達以北一名城鎮的農地。他們全部被行刑式槍殺，頭部和胸部中槍。事件令人憂慮當地教派暴力事件惡化。
  - 同日，英國蘇格蘭格拉斯哥市中心，一架警方直升機墜落一間酒吧，造成9死32傷[153]，有多人被困瓦礫中，拯救人員通宵搜救，由於樓宇結構不穩，增加救援難度，事發時酒吧內大約有120人。有生還者表示，聽到一聲巨響之後，開始有濃煙冒出，當時大家還說笑，是樂隊令天花倒塌，樂隊一度繼續表演，之後天花越塌越多，大家才開始慌忙逃生。
- 11月30日——持續一周的泰國反政府示威傳來第一響槍聲，示威行動領袖、前副總理素貼揚言12月1日是「人民勝利日」，呼籲支持者大舉佔領多個政府部門辦公室，但11月30日曼谷局勢突然惡化，示威者跟親政府紅衫軍衝突，沒多久更傳出槍聲，造成1死10傷[154]，當局隨即出動三軍士兵加強保安。

#### 12月
- 12月——新传媒 计划于2013年12月将旗下7个免费电视频道转为数码广播，使用DVB-T2标准，5频道、8频道、朝阳频道与春天频道将同时转为高清广播。
- 12月9日——中国与巴西联合研制的环境监测卫星资源一号03星（CBERS-3）在太原卫星发射中心用长征4号B运载火箭发射，惟飞行过程中发生故障，未能进入预定轨道[155]。
- 12月11日至12月21日——2013年冬季世界大學生運動會在義大利特倫托舉行。
- 12月23日——中國軍用直-20通用直升機在哈爾濱實現首次飛行。
- 12月26日，日本首相安倍晉三首次以首相身份參拜靖國神社。

## 逝世
2013年逝世人物列表：1月 - 2月 - 3月 - 4月 - 5月 - 6月 - 7月 - 8月 - 9月 - 10月 - 11月 - 12月

## 諾貝爾獎
- 物理學：弗朗索瓦·恩格勒、彼得·希格斯[156]
- 化學：马丁·卡普拉斯、迈可·列维特、阿里耶·瓦舍尔[157]
- 醫學：詹姆斯·罗斯曼、兰迪·谢克曼、托马斯·聚德霍夫[158]
- 文學：愛麗絲·門若[159]
- 和平：禁止化學武器組織[160]
- 經濟學：尤金·法马、拉尔斯·彼得·汉森、罗伯特·席勒[161]